# 崇福寺 (朔州)
朔州崇福寺，也称林衙寺、崇福禅寺，位于山西朔州城区东大街，净土宗寺庙。全国重点文物保护单位。该寺始建于唐朝唐高宗麟德二年（665年），原名林衙寺，金天德年间称崇福禅寺。该寺建筑为典型汉传佛教风格，其中轴线上依次为金刚殿、钟楼、鼓楼、千佛阁、文殊殿、地藏殿、大雄宝殿、弥陀殿、观音殿。其中弥陀殿、观音殿为金代建筑。

## 历史
据《朔州志》记载崇福寺乃鄯阳古刹也，大藏经阁始创于唐麟德二年（665年）。寺中的《朔州崇福寺重兴碑记》碑记载“兹寺之创建，肇自唐高宗麟德二年（665年），敕命鄂国公尉迟敬德始造大雄宝殿五间，东西配殿各五间祀文殊、地藏二菩萨，藏经楼一座后改千佛阁，东西钟，鼓楼各一座，金刚殿五间，山门三间，此其初规，固已极为宏敞矣”。辽代时曾一度为林太师府署，后在辽统和年间（983年-1002年）恢复为僧居，寺名曰林衙寺。金代皇统年间建弥陀殿，《朔州崇福寺重兴碑记》碑记载“金熙宗皇统三年（1143年），崇奉佛法，命开国侯翟昭度于大雄宝殿后又建弥陀殿七间，东西禅房各三楹，正南立只园牌坊一座，围以宫墙，而规模更加式廓。”，金代天德年间赐额崇福禅寺。
元末寺变成粮仓，殿内壁画和塑像均由损害。明洪武十六年（1383年）将粮仓移走，重兴寺宇。崇福寺在成化五年（1469年）和十六年（1480年）两次重葺。崇祯四年（1631年）朔州知州翁应祥题额“林衙古刹”，并列为朔州“八景”之首。清代乾隆，嘉庆，同治年间又进行了几次修缮。清末和民国时期地方动荡民生凋敝，寺院逐渐荒废杂草丛生。抗战时期，朔州古城遭到侵华日军大规模破坏，其中崇福寺遭到劫掠。寺内金刚殿，千佛阁，文殊和地藏堂内塑像均被破坏。1939年，弥陀殿内珍贵的北魏石塔（曹天度造九层千佛石塔）塔身被日军盗走，并与许多掠夺物一同被安置在东京帝室博物馆，战后归还转至台湾历史博物馆。塔刹并未被盗走，目前保留在朔州市文物保管所。

## 建筑

### 山门
崇福寺山门紧邻寺外道路。山门前有石蹲狮一对。现山门为清代乾隆年间重建，面阔三间，东西两侧各有挟屋一间（80年代后加增）。山门门上悬竖匾“崇福寺”，为清乾隆七年（1742年）特受奉直大夫知朔州事季绾率众重修时立。

### 金刚殿（天王殿）
金刚殿为清代乾隆年间重建，面阔五间，悬山顶。前檐设廊，当心间壶门。殿内原供奉四大天王和二金刚，现塑像均为近代新塑。

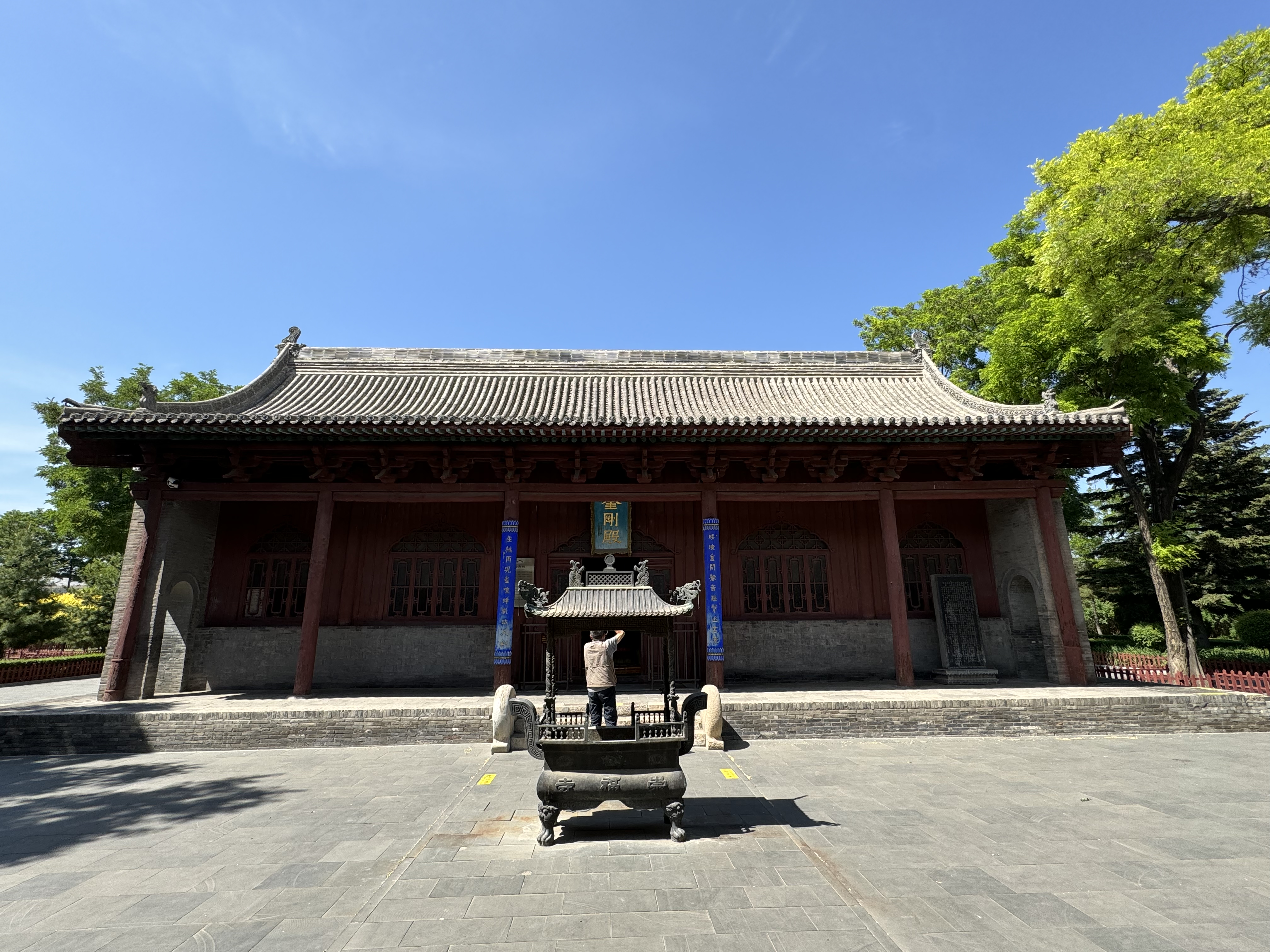
金刚殿

### 钟楼、鼓楼、千佛阁
钟楼、鼓楼和千佛阁构成了寺院的第二进院。钟楼和鼓楼为明代成化年间重建，为二层方形楼阁。阁上层为木构下层为砖砌。上下两层之间有楼檐伸出，通过设勾栏围合成平座。楼二层四面各置一壸门。钟楼，鼓楼形制古朴。
千佛阁旧为藏经阁，阁创始于唐麟德二年（665年），为崇福寺存经书的建筑。明代成化年间重建，清代修缮后内部设千佛，更名千佛阁。千佛楼为二层楼阁，阁下层面扩五间进深四椽（三间），重檐歇山顶。阁下层设围廊，上层楼檐伸出设勾栏围合成平座（民国照片中大面积残缺，现为后修补）。阁内有一弥勒造像和明代木质小木作楼阁模型。小木作楼阁模型高约4.5米，两层三重檐。小木作楼阁模型两侧有几尊石造像，部分造像有破损。

尽管钟楼、鼓楼和千佛阁为明代重建，但三者的组合保留了唐代“前楼后殿”的格局，且是在唐代原址上重建。其中千佛阁在去除底层围廊后的形制保持了些许唐代遗风。

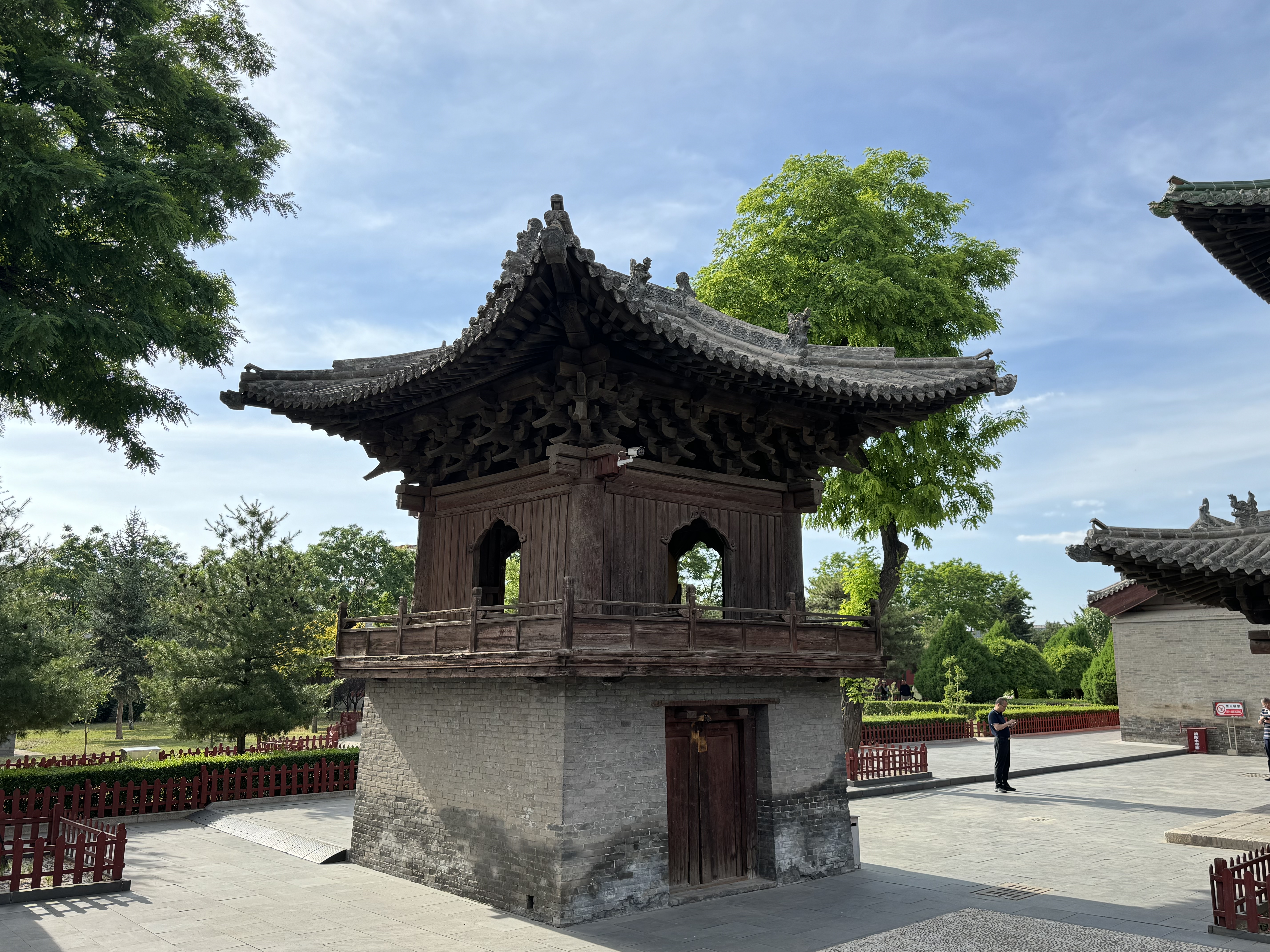
鼓楼
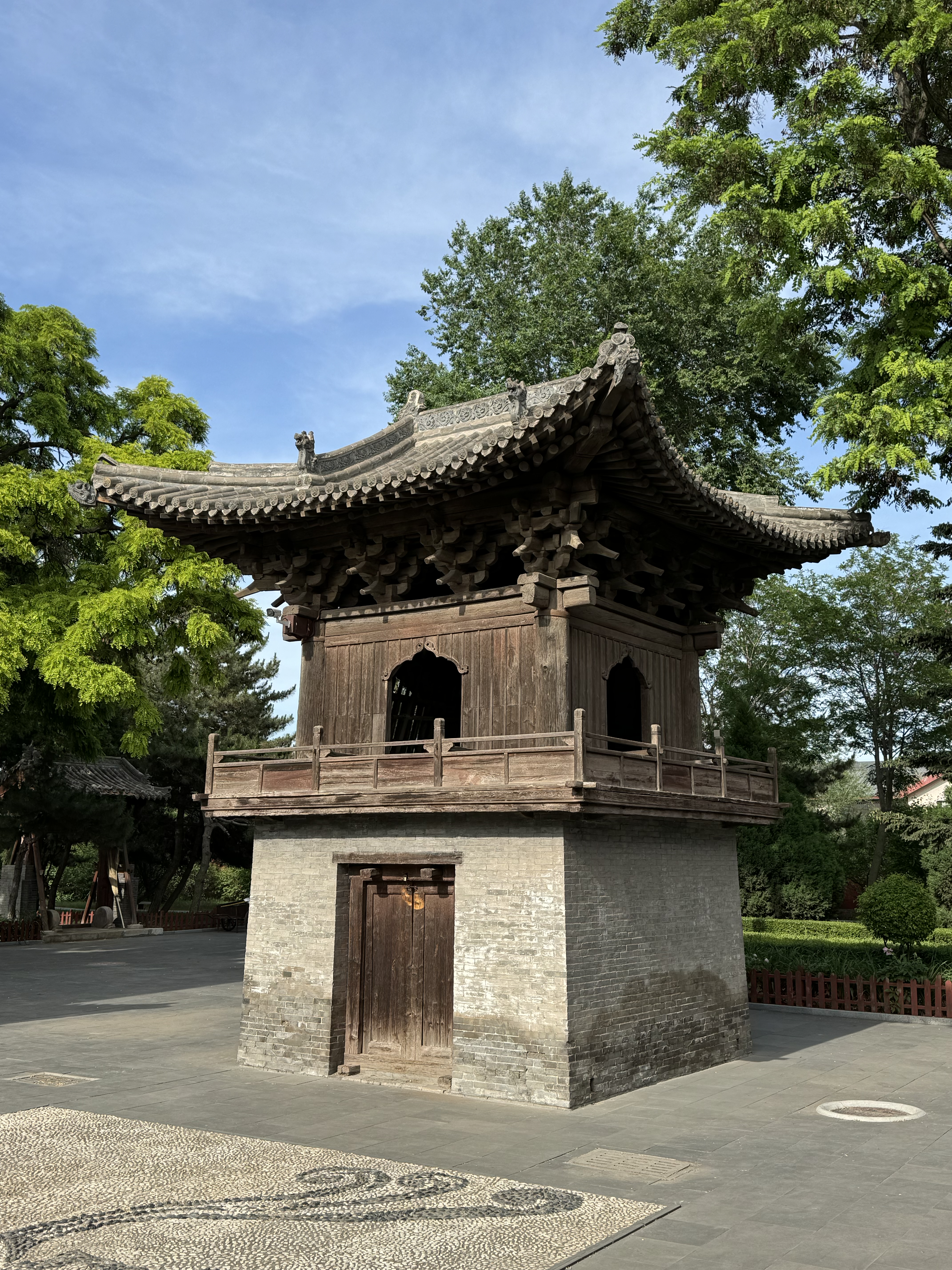
钟楼
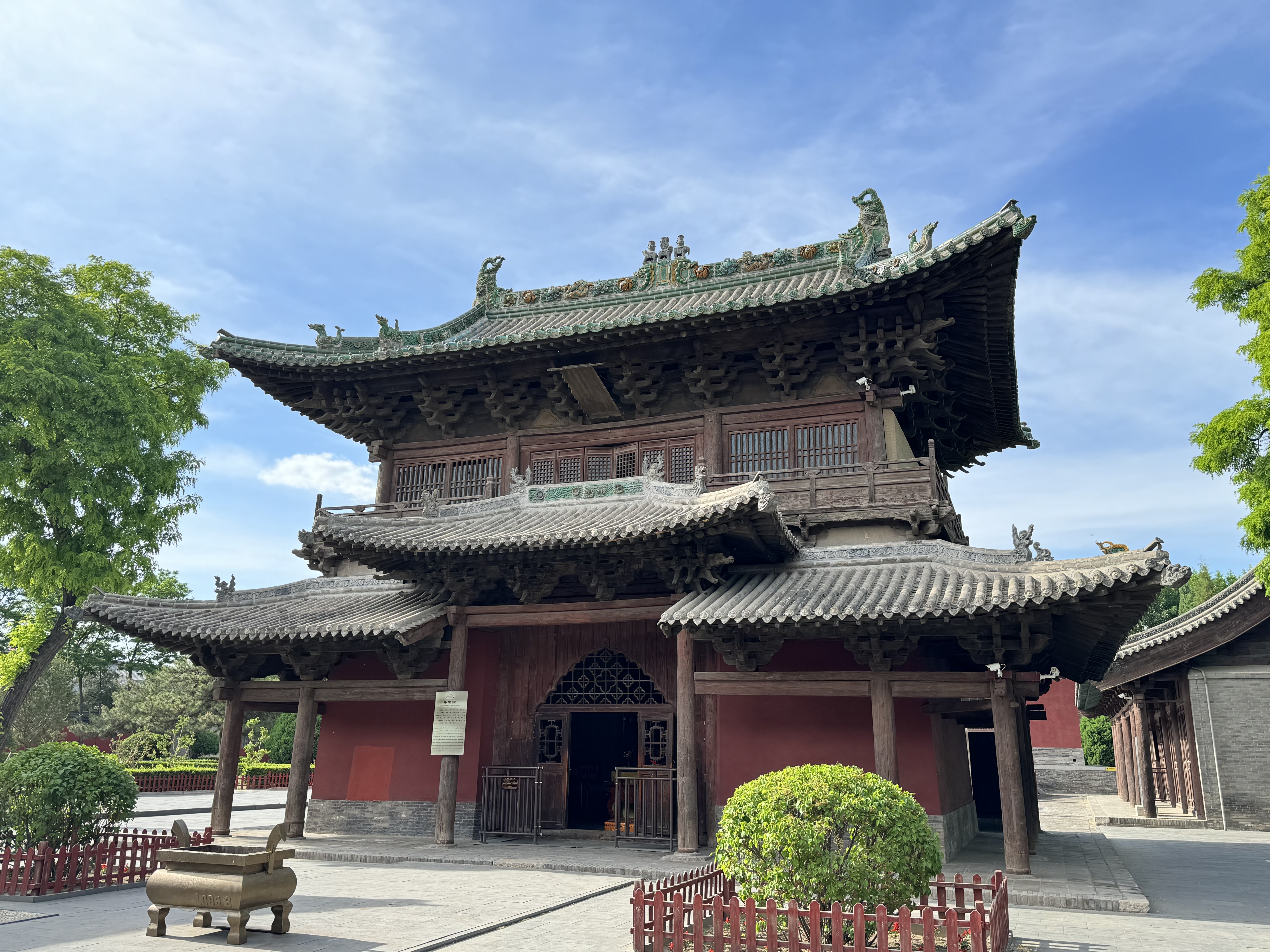
千佛阁正面
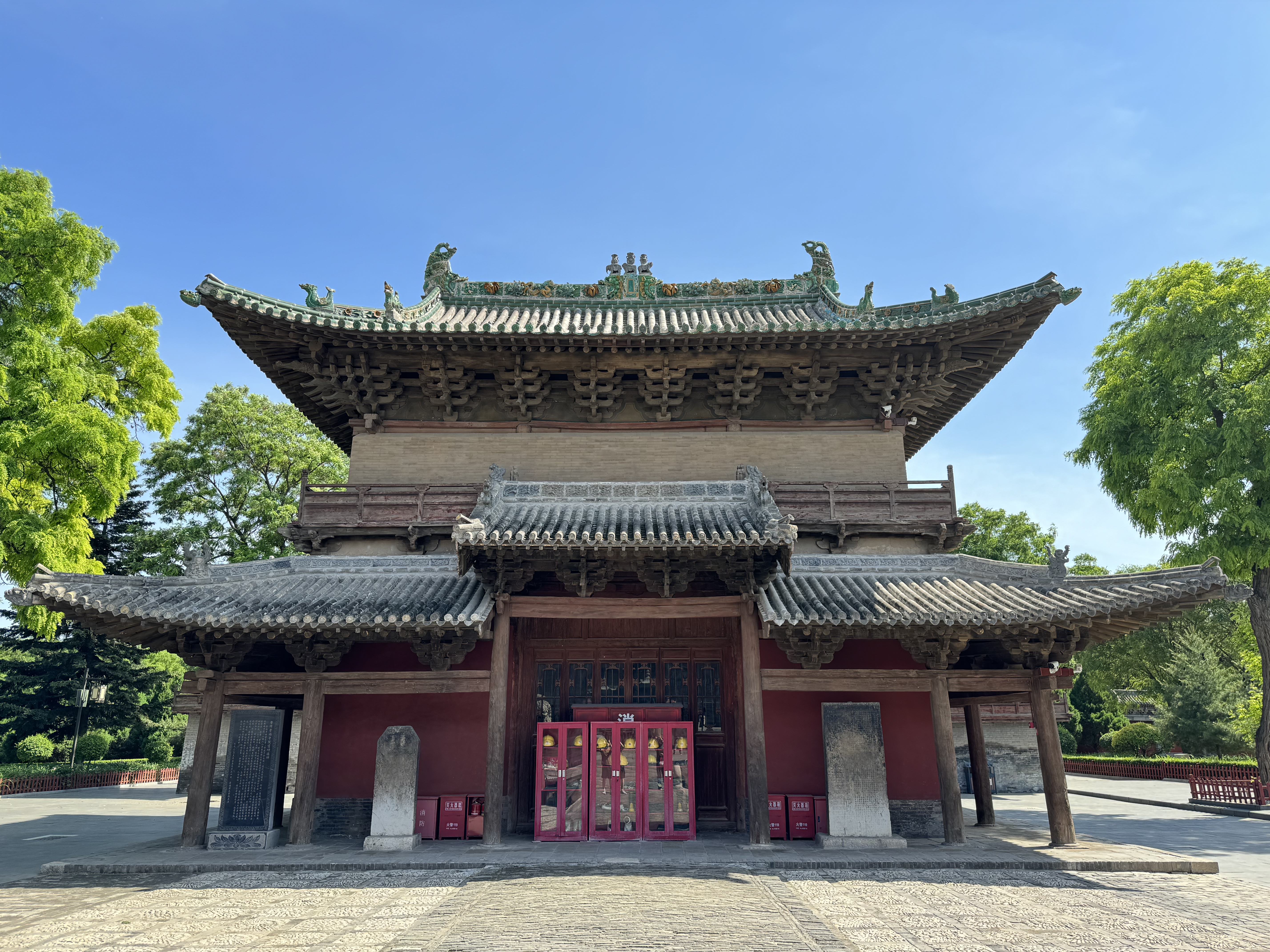
千佛阁背面
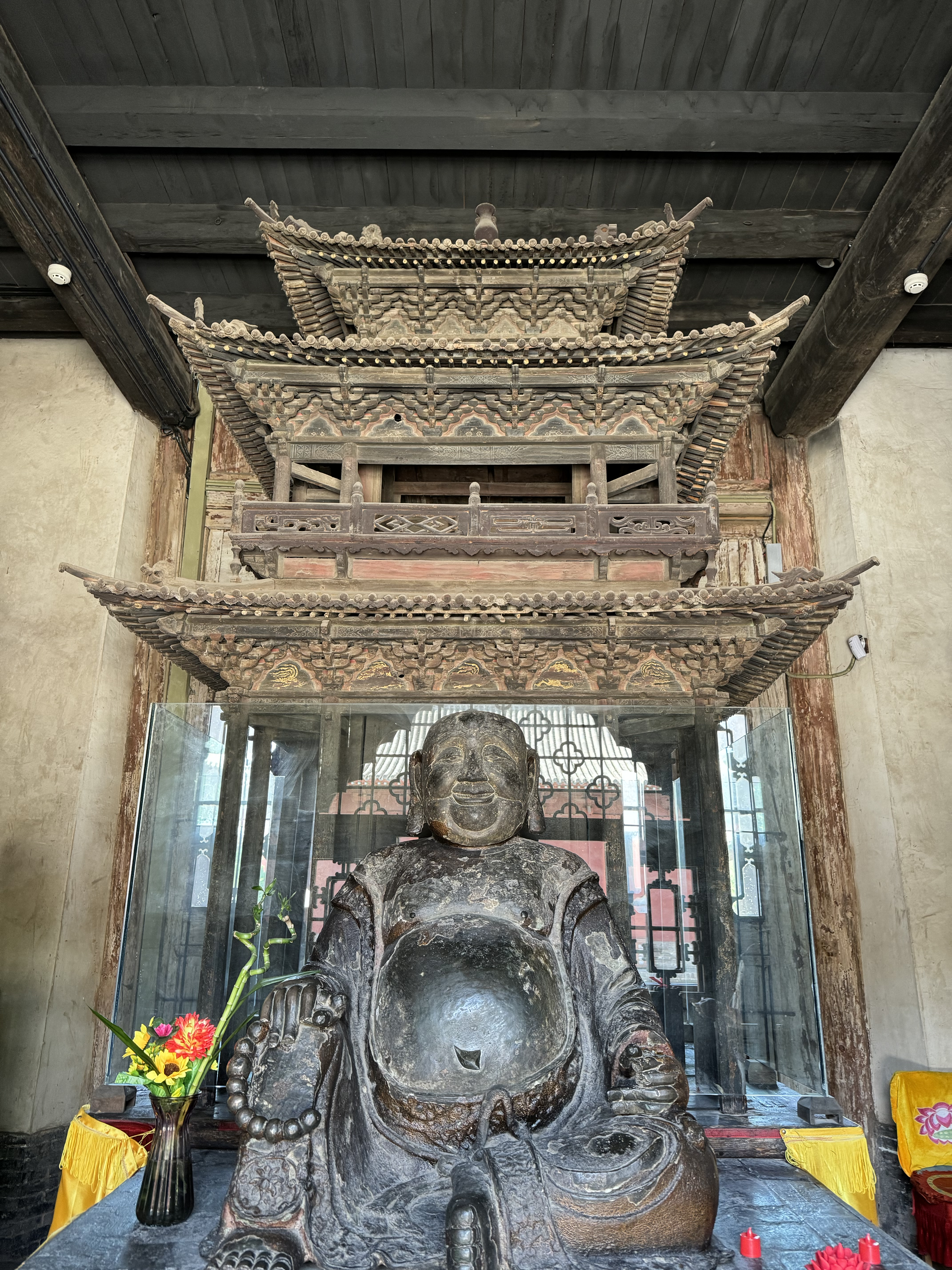
千佛阁弥勒和背后的小木作楼阁

### 文殊殿、地藏殿、大雄宝殿（三宝殿）

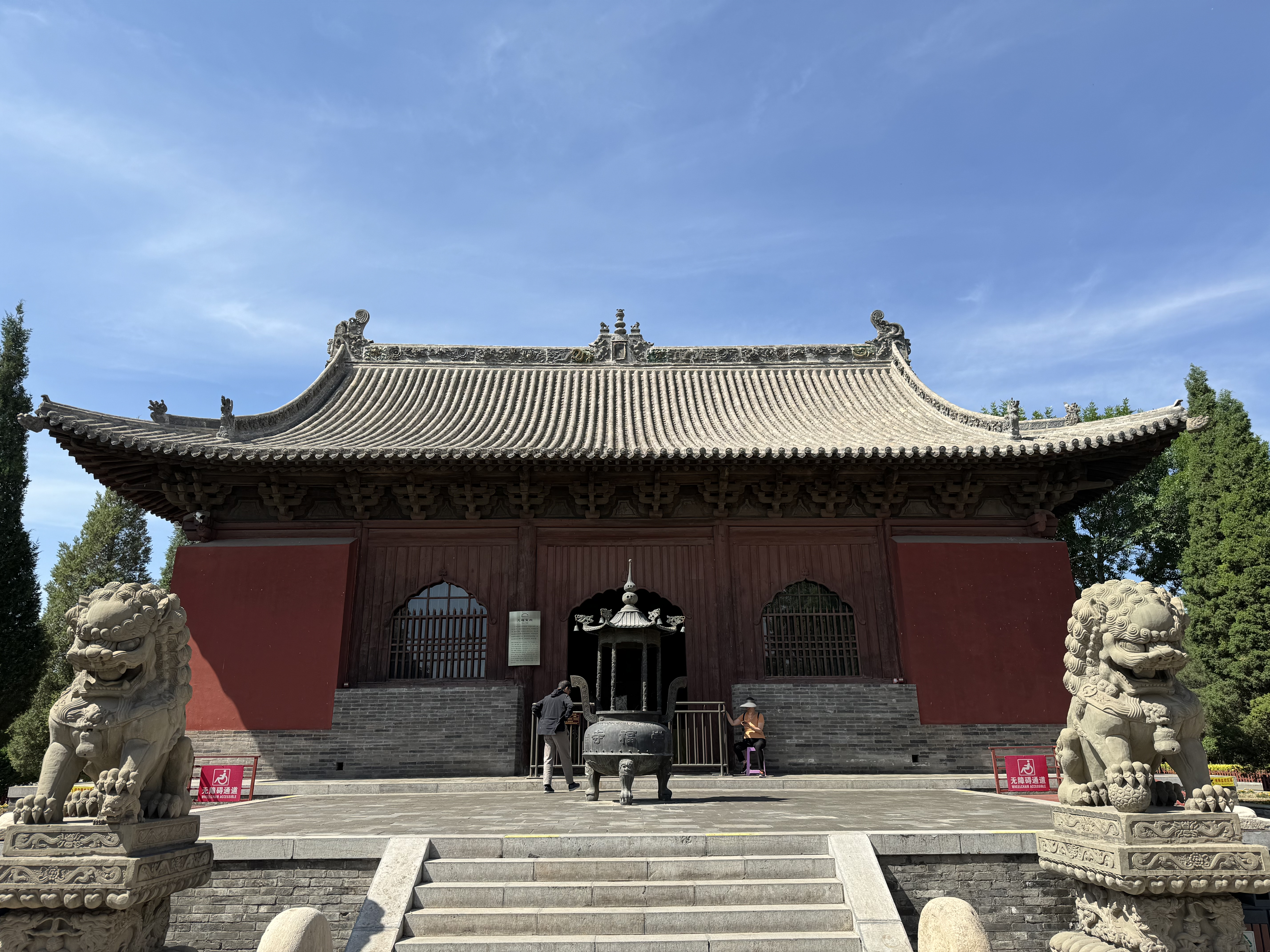
大雄宝殿

文殊殿、地藏殿和大雄宝殿构成了寺院的第三进院。东为文殊殿，西为地藏殿。二者均是明代洪武年间重建，面阔五间悬山顶。二者殿内塑像均为新塑。

大雄宝殿重建于明成化五年（1469年），乾隆年间重修。殿前砌有月台，殿面阔五间进深八椽，歇山顶。檐下斗拱已经被后人替换，用材较小。大雄宝殿内部塑“三世佛”，中为释迦牟尼佛，右为药师佛，左为阿弥陀佛。“三世佛”背面有一尊韦陀塑像。“三世佛”塑像塑造年代和殿为同一时期，其扇面式背光为后朝修补。大雄宝殿两侧有千佛壁画，每列50躯，为同治十一年（1872年）重绘。殿内右侧有一尊塑像，应是从其他殿搬至此殿。

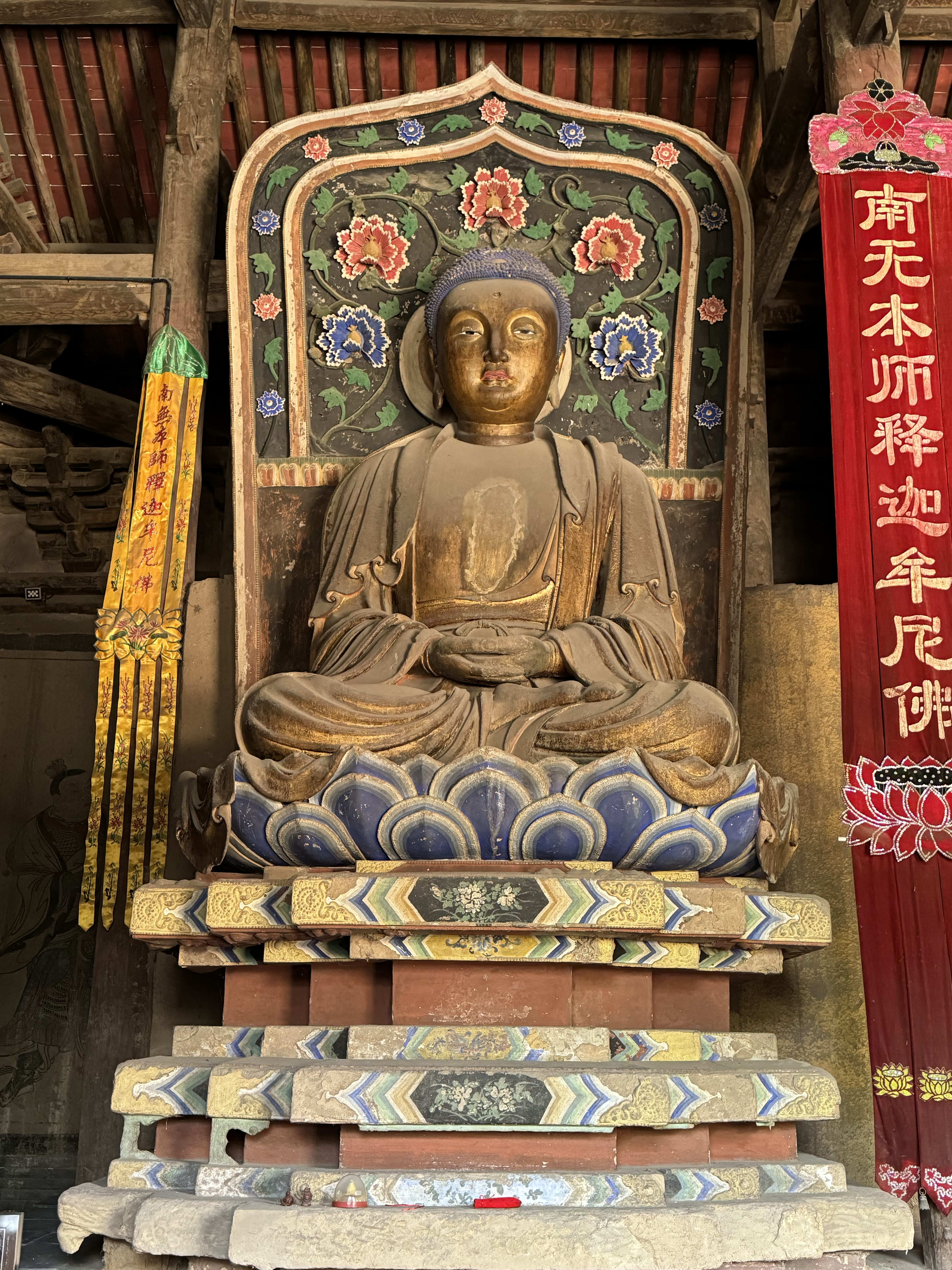
阿弥陀佛
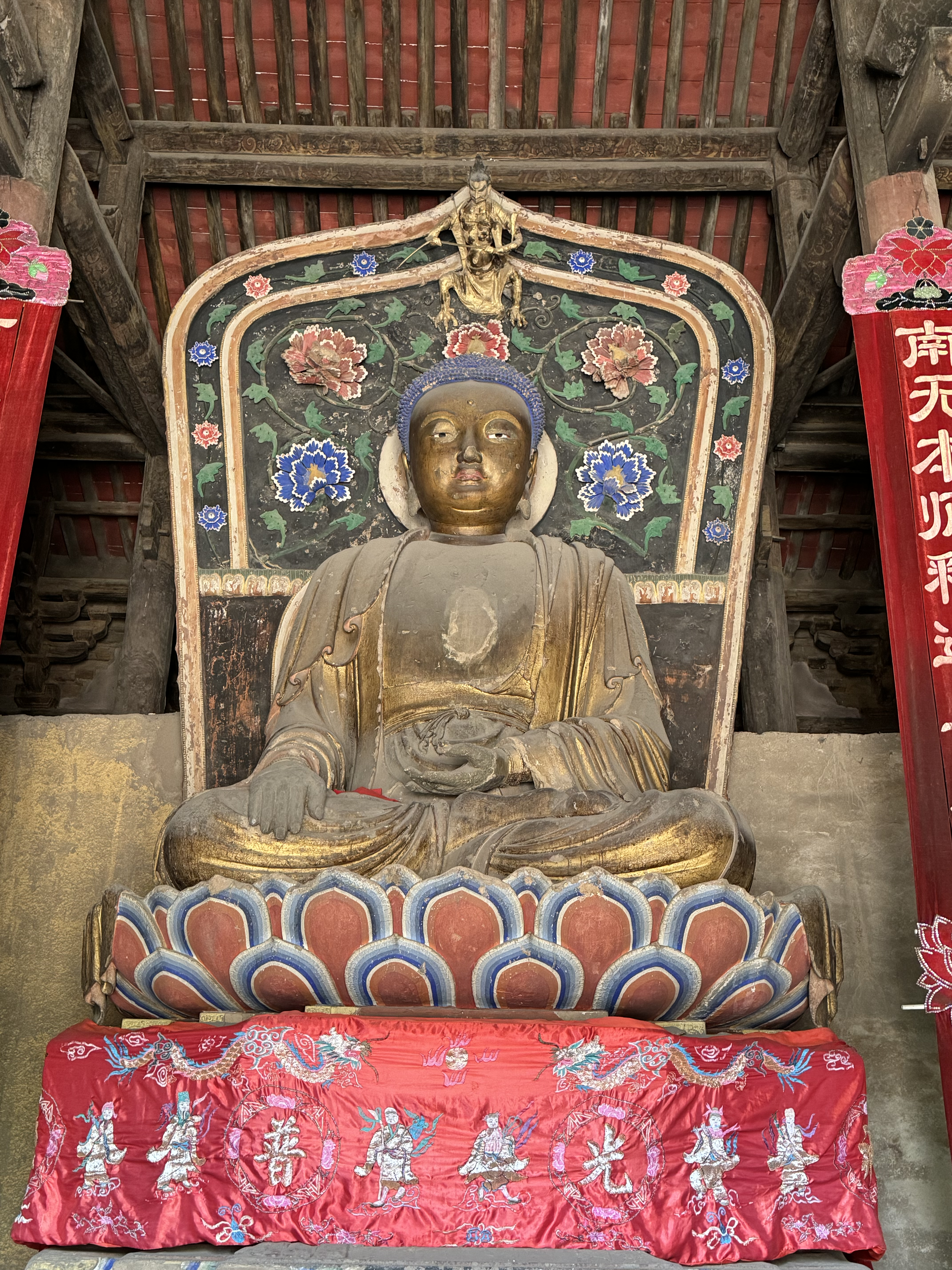
释迦牟尼佛
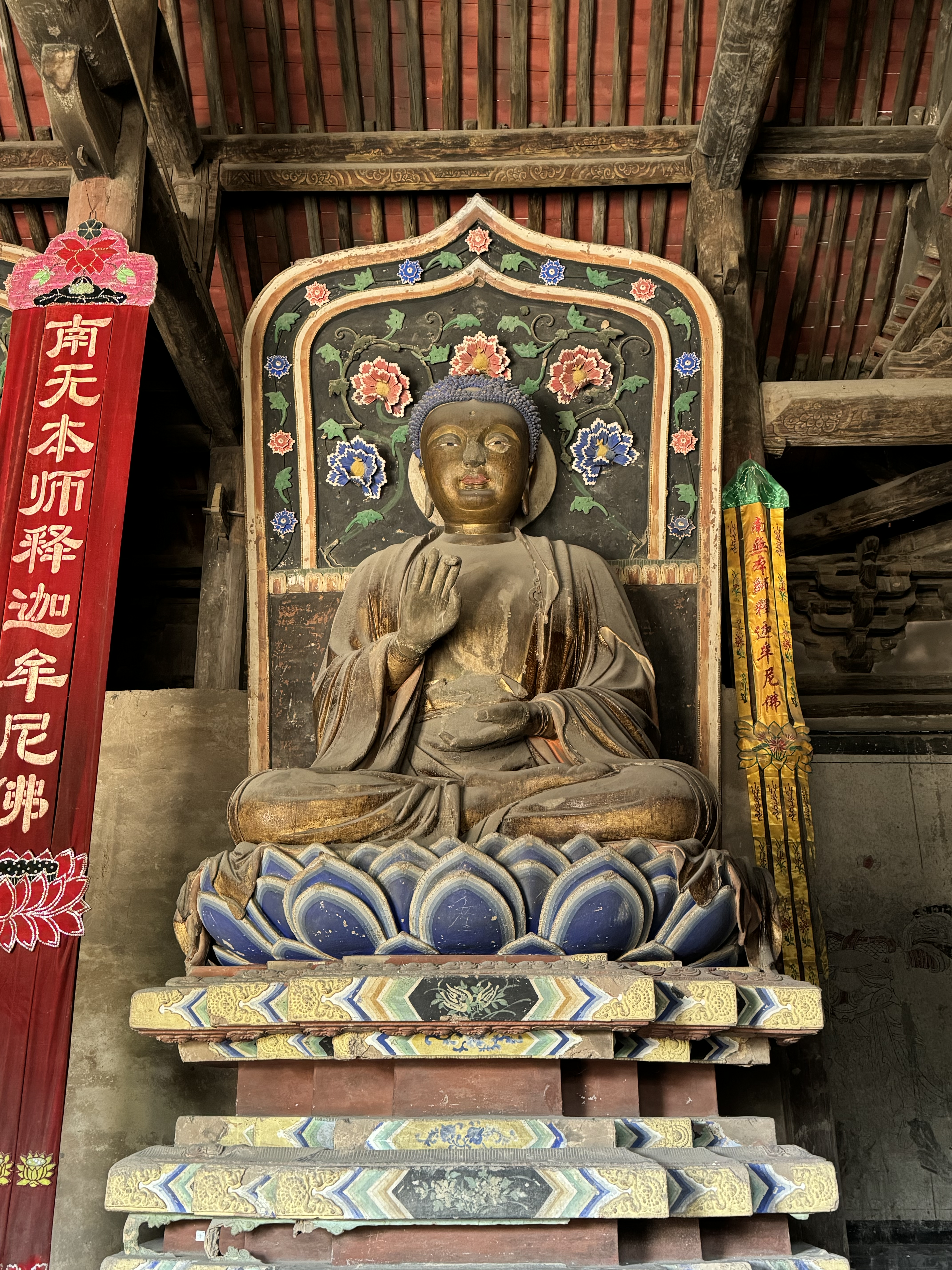
药师佛

### 弥陀殿

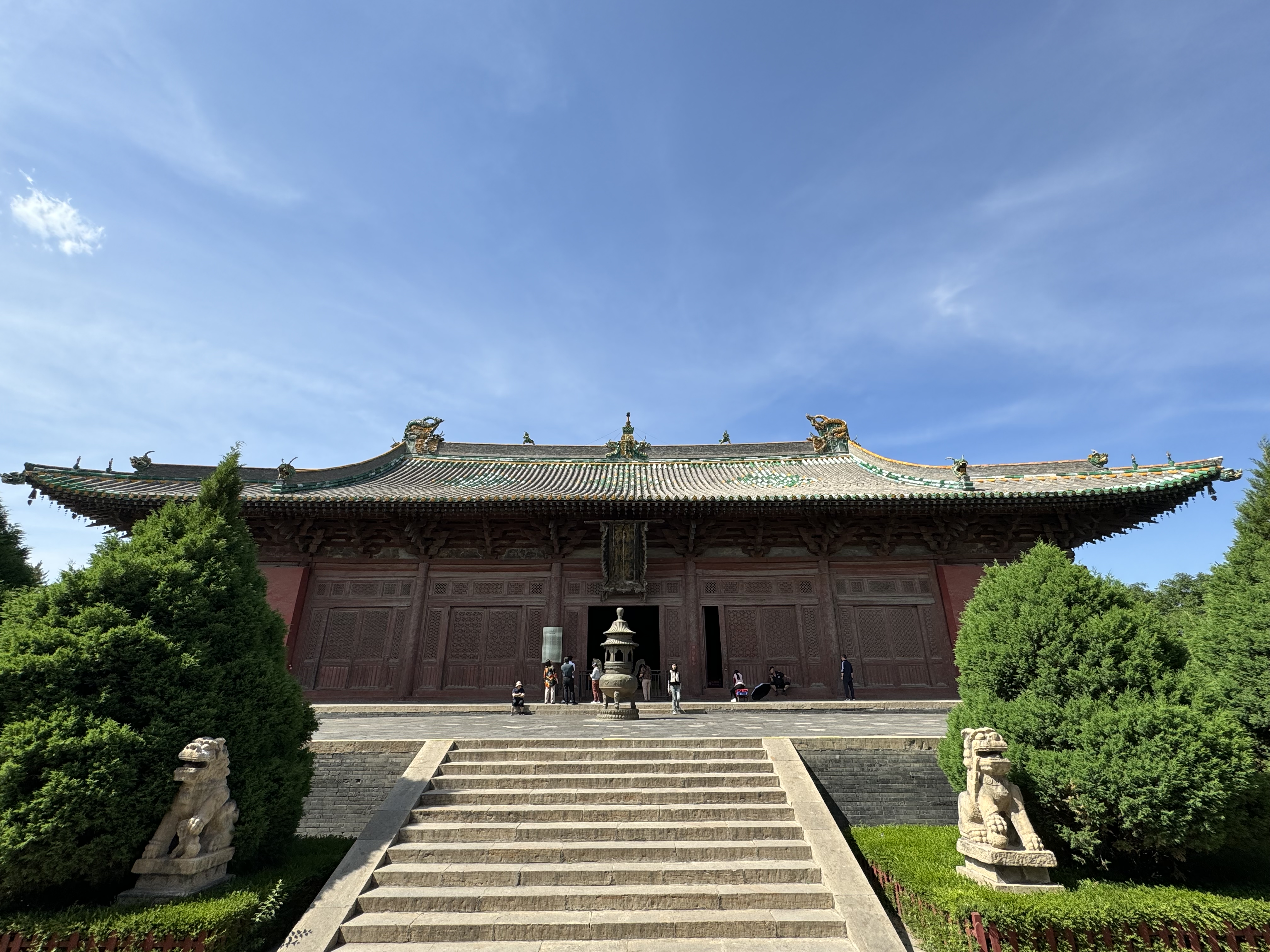
弥陀殿

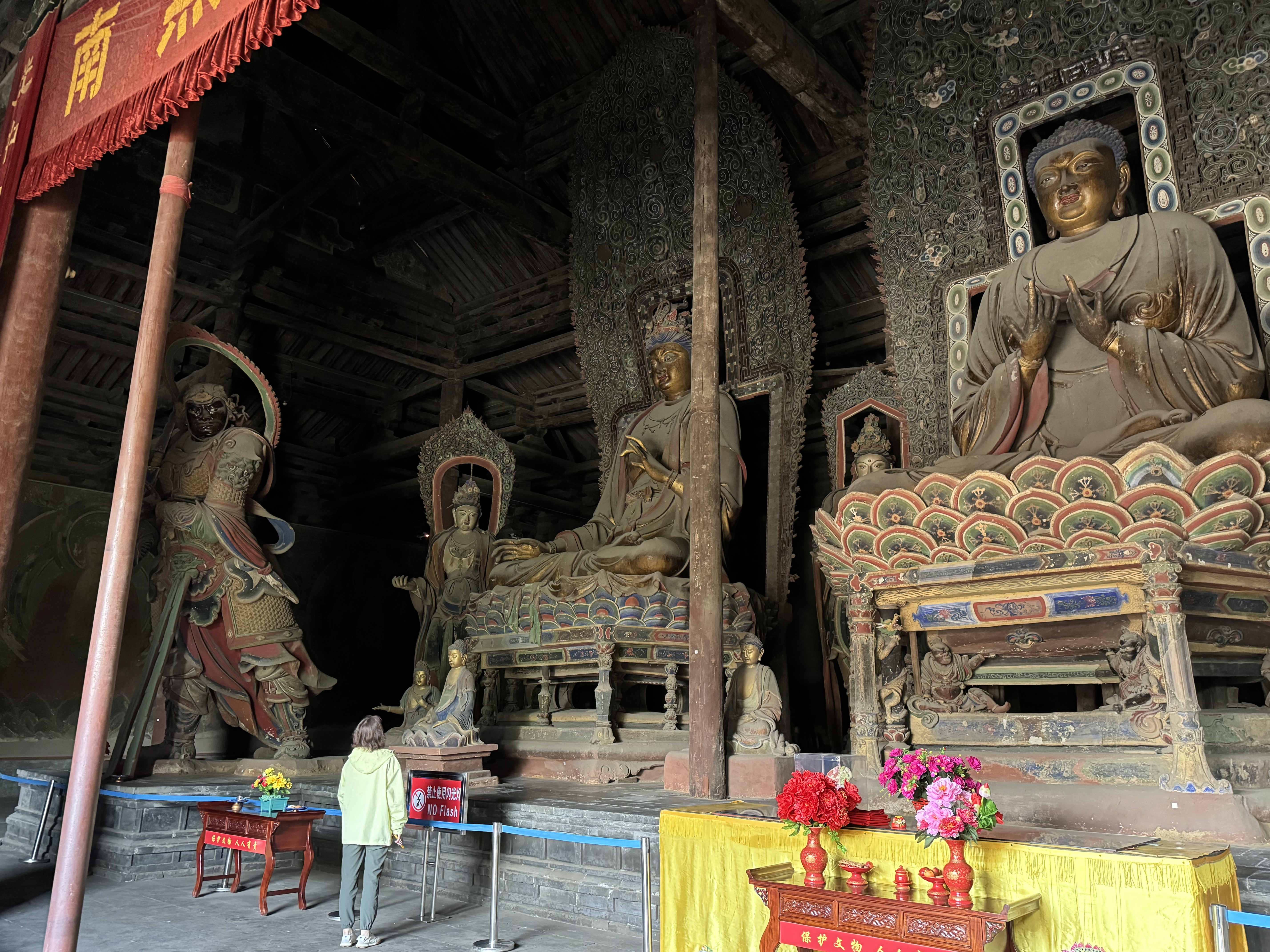
弥陀殿殿内的游客

弥陀殿在大雄宝殿以北，为崇福寺的核心。弥陀殿建于金代皇統三年（1143年），其珍贵在于此殿自基到顶大部分还是金代原作。殿琉璃、壁画、佛像、匾额、隔扇均是金代作品。弥陀殿面阔七间，进深八椽，面阔41.32米，进深22.7米。殿身平面937.96平方米。以台明侧东西宽48.72米，南北深29.84米。台基1453.8平方米。殿前月台宽34.42米，深11.2米。月台面积385.5米。殿基面积总共1839.3米。在全国的辽金佛殿中，弥陀殿属于巨构。弥陀殿前檐五间装阁扇门，后檐明间和两稍间各安板门，供礼佛者通过中轴线一路礼佛。殿前檐下竖匾"弥陀殿"，其极为珍贵，为金大定二十四年（1184年）的原物。
弥陀殿面阔七间，进深四间，歇山顶。其体量，在同为金代建筑中，仅次于大同华严寺大雄宝殿。弥陀殿有明显的侧脚和生起。前檐柱头铺作为七铺作双抄双下昂，单拱偷心造，施斜拱。前檐，山面，后檐次间，尽间补间铺作为七铺作单拱偷心造。后檐与山面柱头铺作为七铺作双抄双下昂，单拱偷心造。后檐明间与两山间补间铺作为七铺作单拱偷心造，施斜拱。弥陀殿四面檐下均有两排风铃，可惜晚清时被毁，目前是1987年后补。弥陀殿现西壁和南壁西尽间转角处顶部有保存一小木作天空楼阁残件
殿内使用了减柱和移柱造，使得殿内空间极为空阔。前排原应该六根金柱的位置，却只使用了四根。其余两根是移到了开间中心。金代始建时佛坛上只有佛像背面的四根金柱，其初衷是尽可能不阻挡佛坛上的佛像。现佛坛上两根和佛坛前两根细柱为明清和近代为了支撑梁架所加。
殿内为彻上明造（没有天花板，可让参观者直接看到梁架）。大殿内佛坛左右横跨五间，而于佛坛之上，摆设了九尊塑像。其中，大殿中间三尊为“西方三聖”。而三圣中为弥陀佛，东为观世音菩萨，西为大势至菩萨。

殿内明间攀间枋下方有金代墨书题记“维皇统叁年（1143年）癸亥[][]拾肆日己酉之时特建”，东西两稍间攀间枋下方有白垩题记“贞元元年（1153年）五月廿七日记，朔州定裹军....”前者为殿安装梁架的日子，后者为油饰粉刷时所书，两者相距十年，说明殿的施工至少持续了十年或以上。（这么长时间的营造可能和当时朝堂动荡有关）

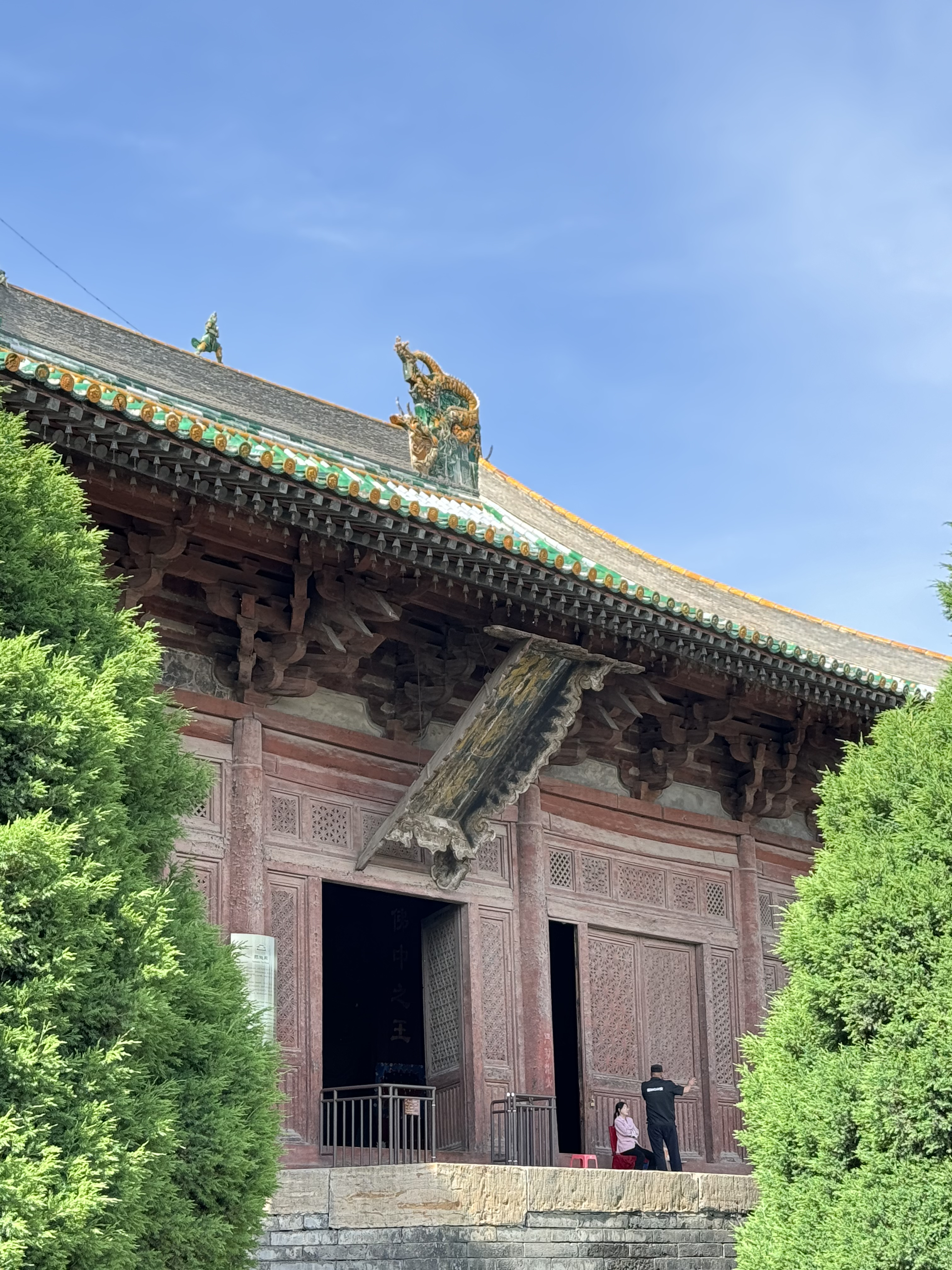
弥陀殿特寫
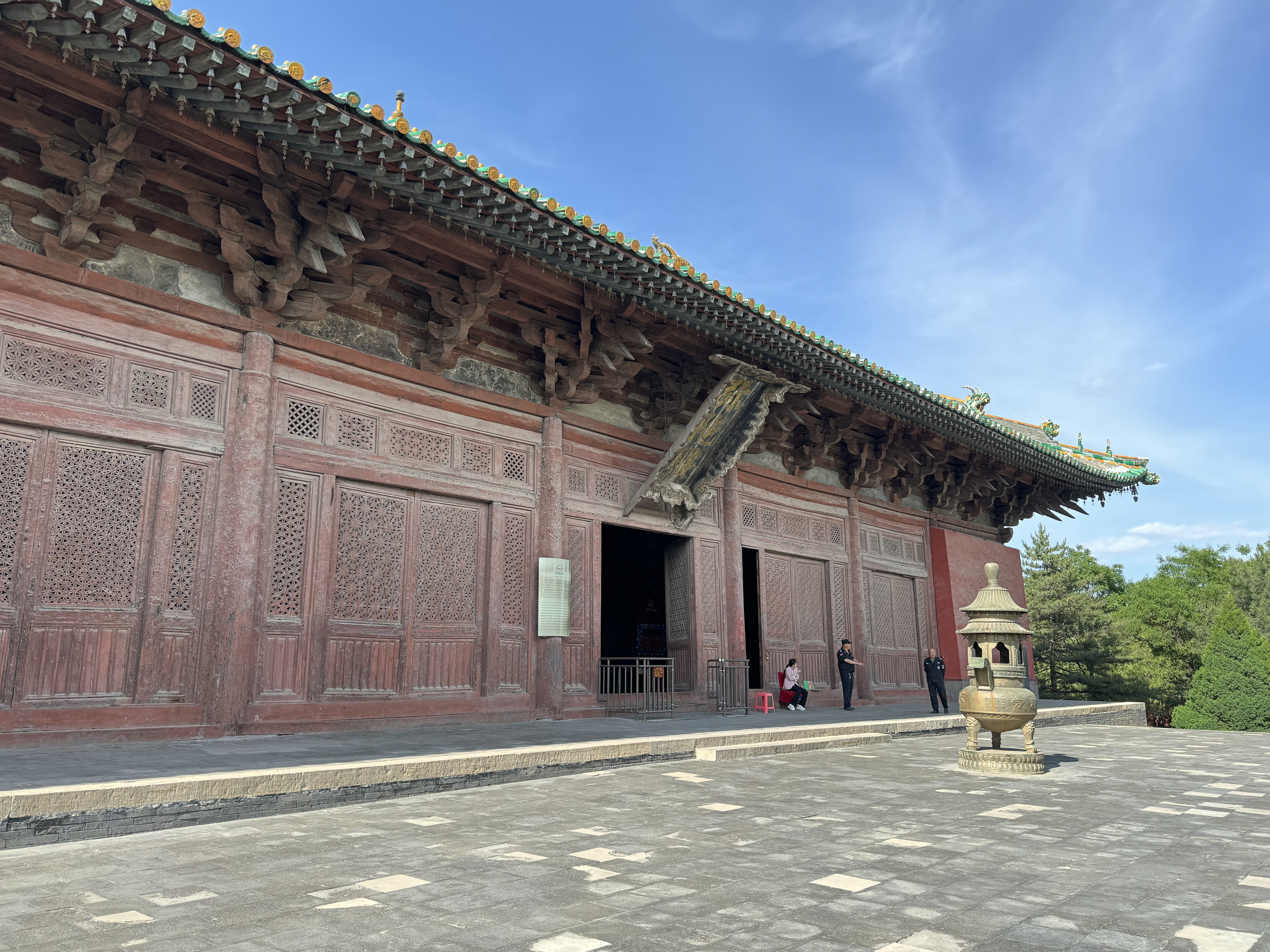
弥陀殿侧面
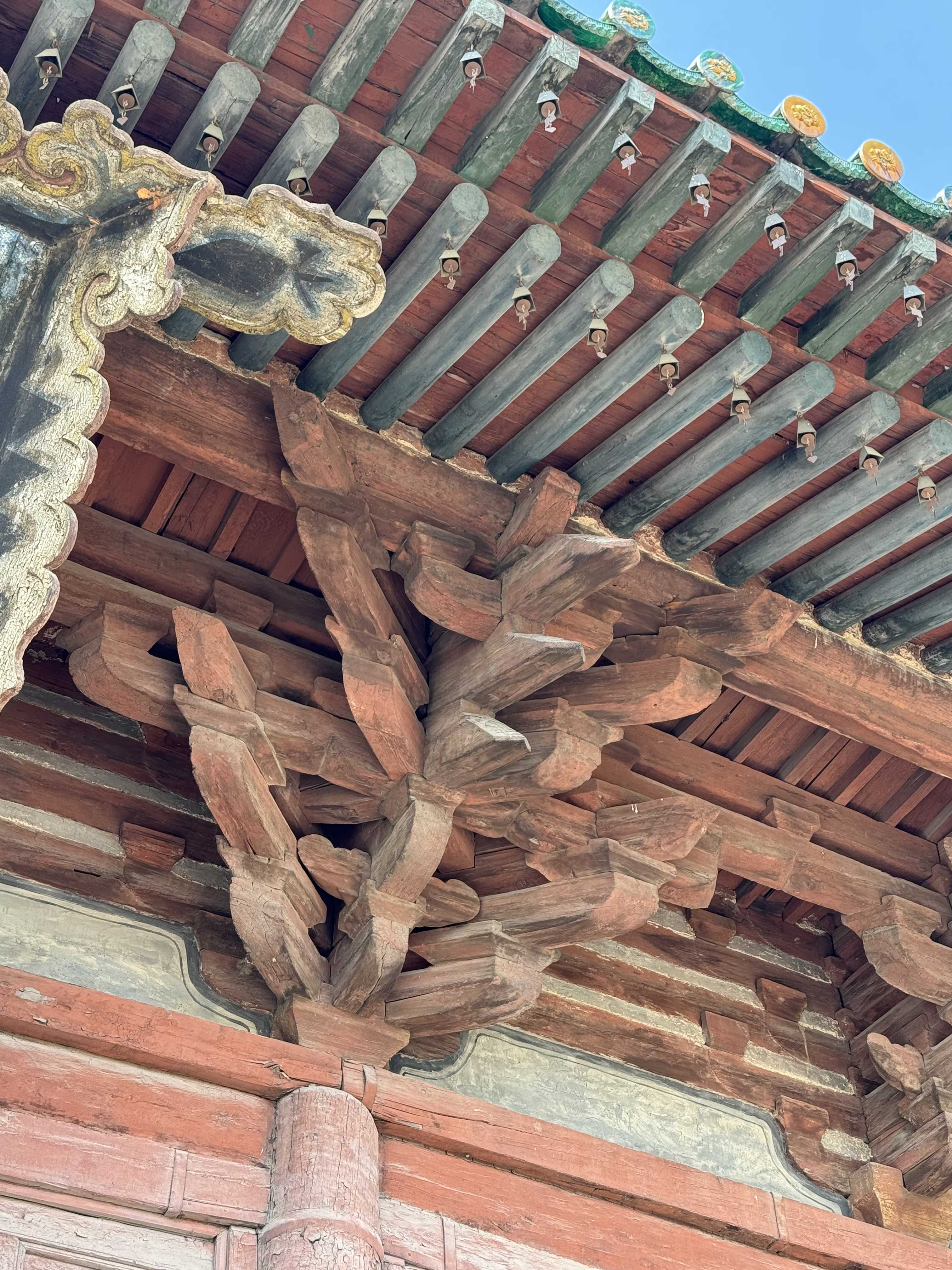
弥陀殿柱头铺作-七铺作加斜拱
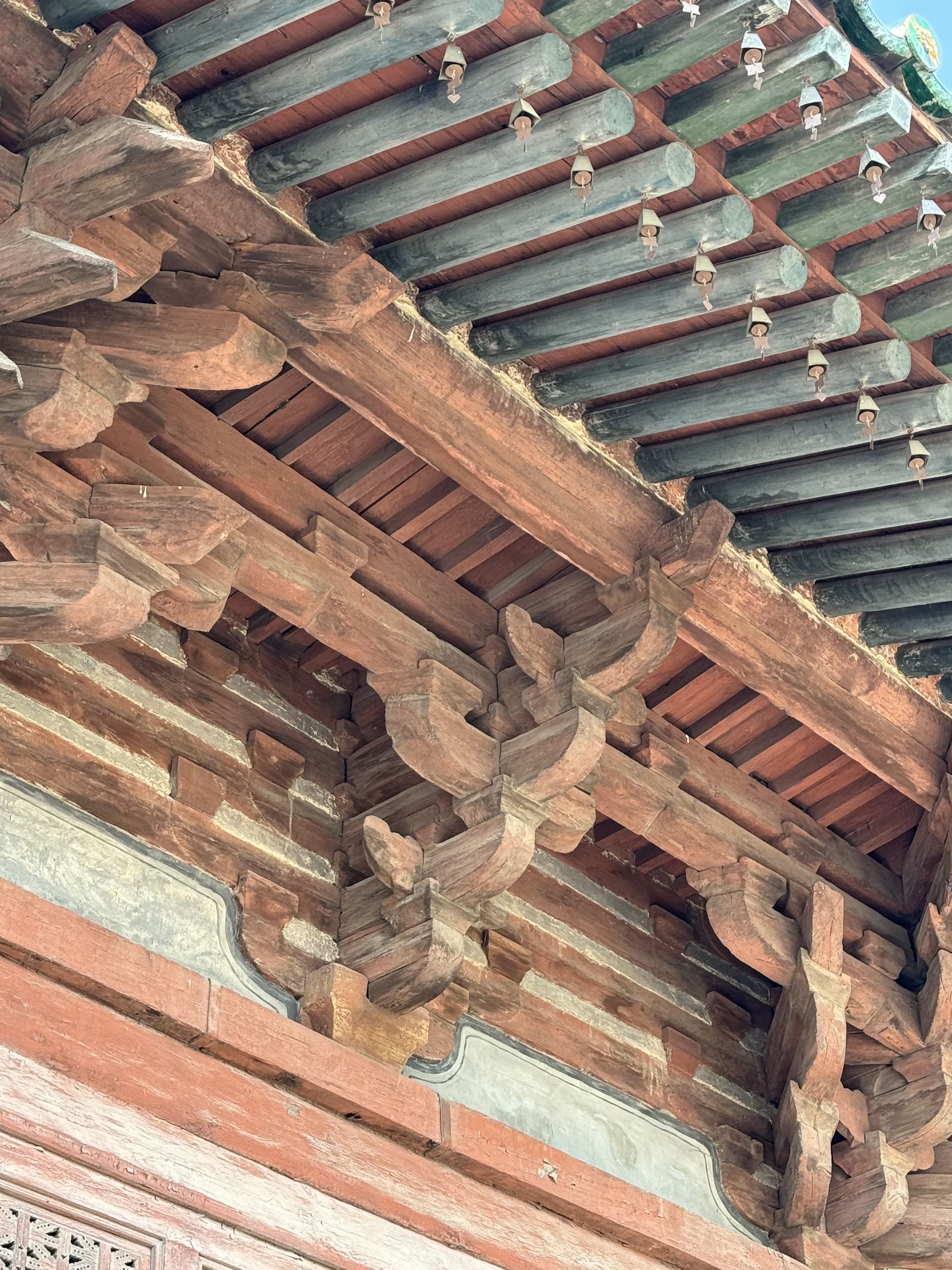
弥陀殿补间铺作
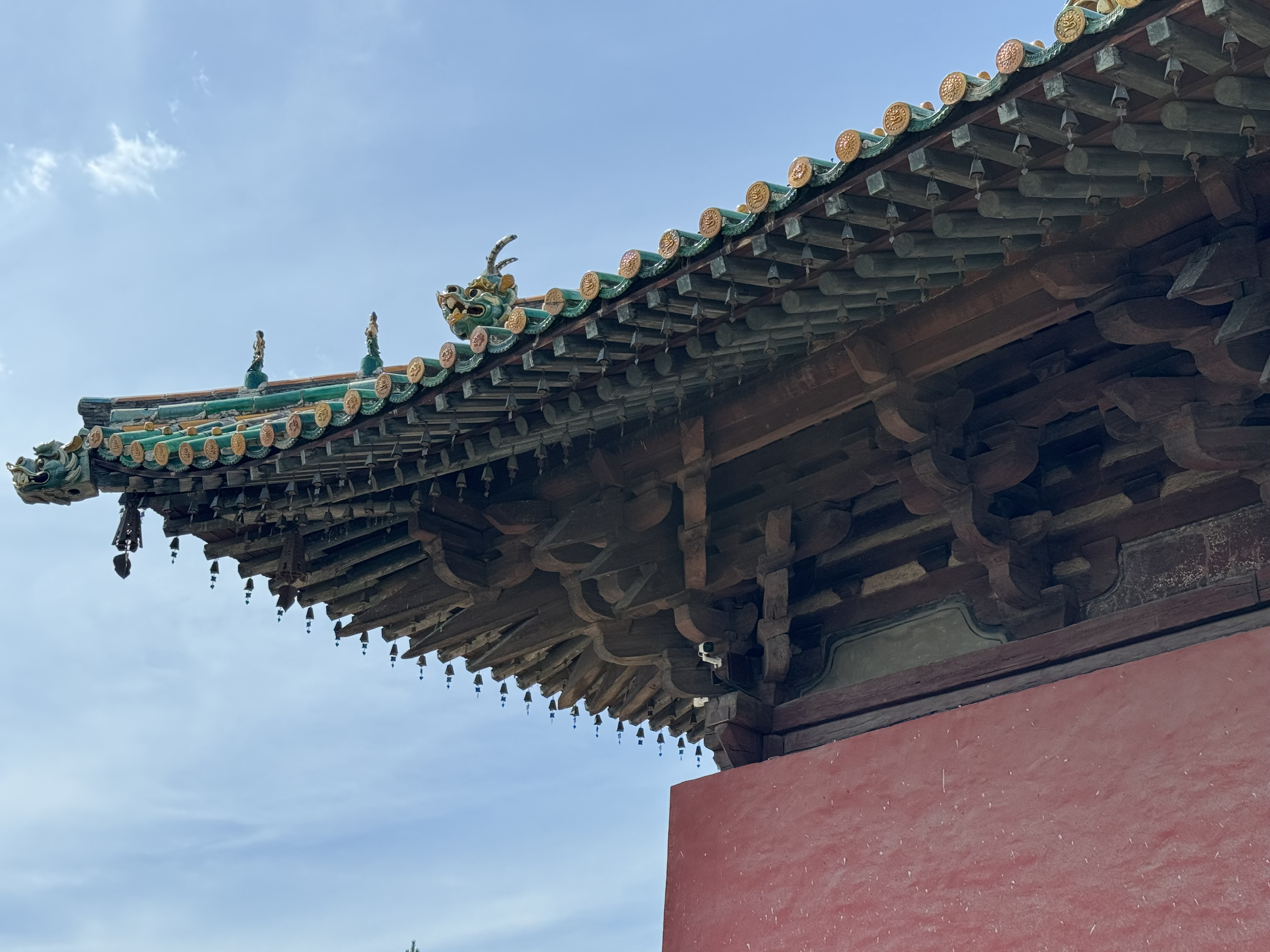
弥陀殿转角铺作
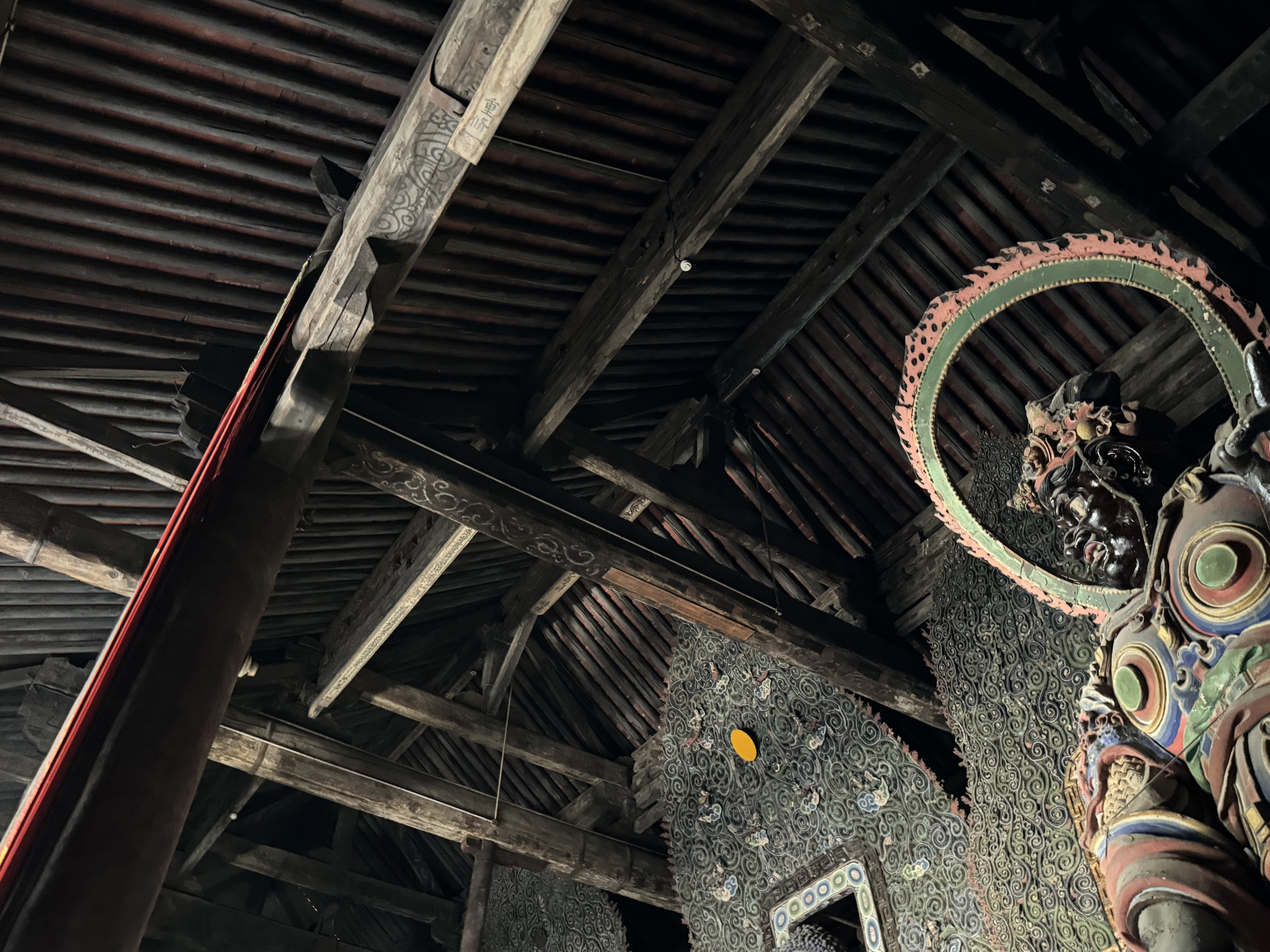
弥陀殿叉手和蜀柱
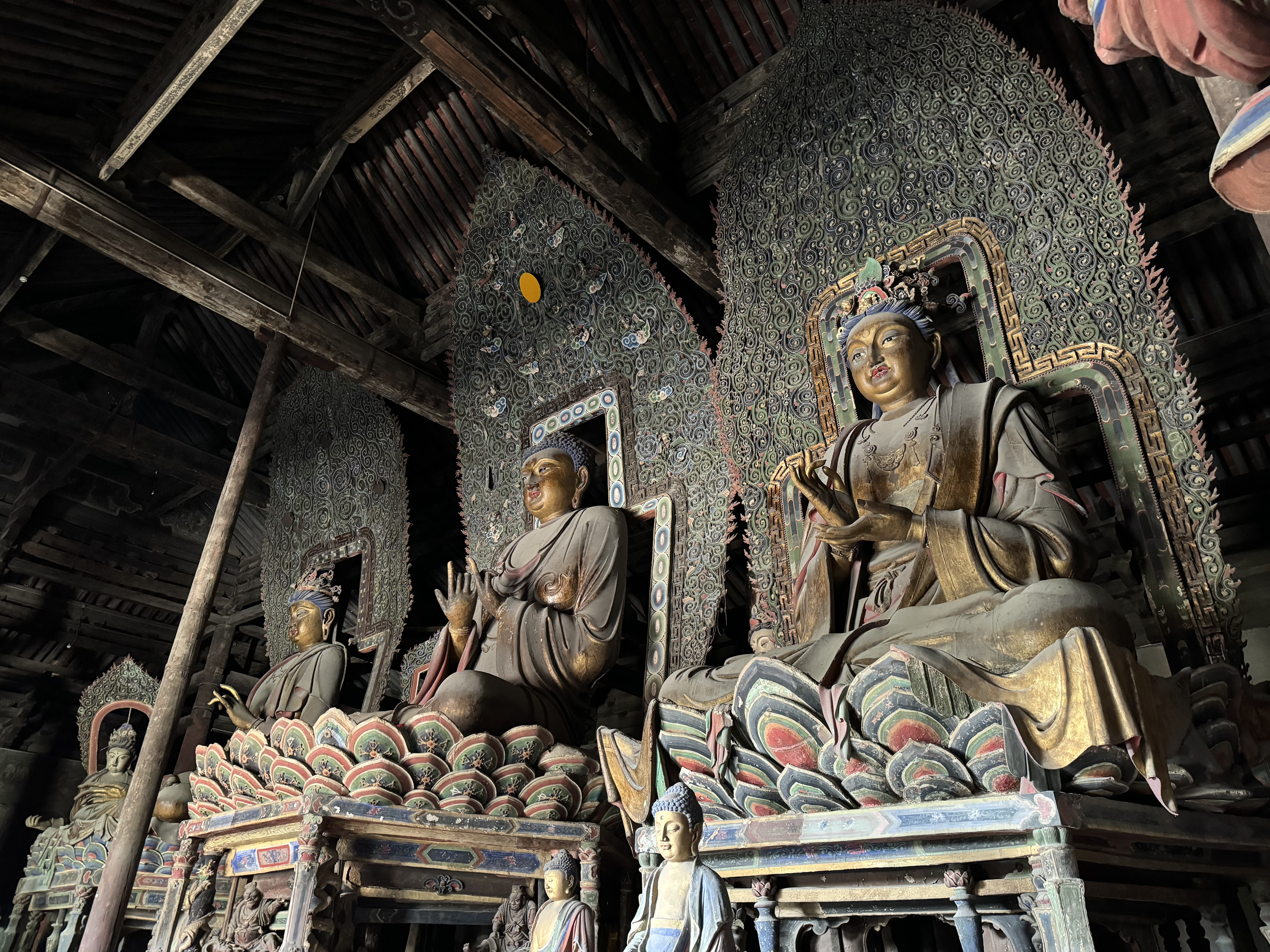
弥陀殿西方三圣

### 观音殿

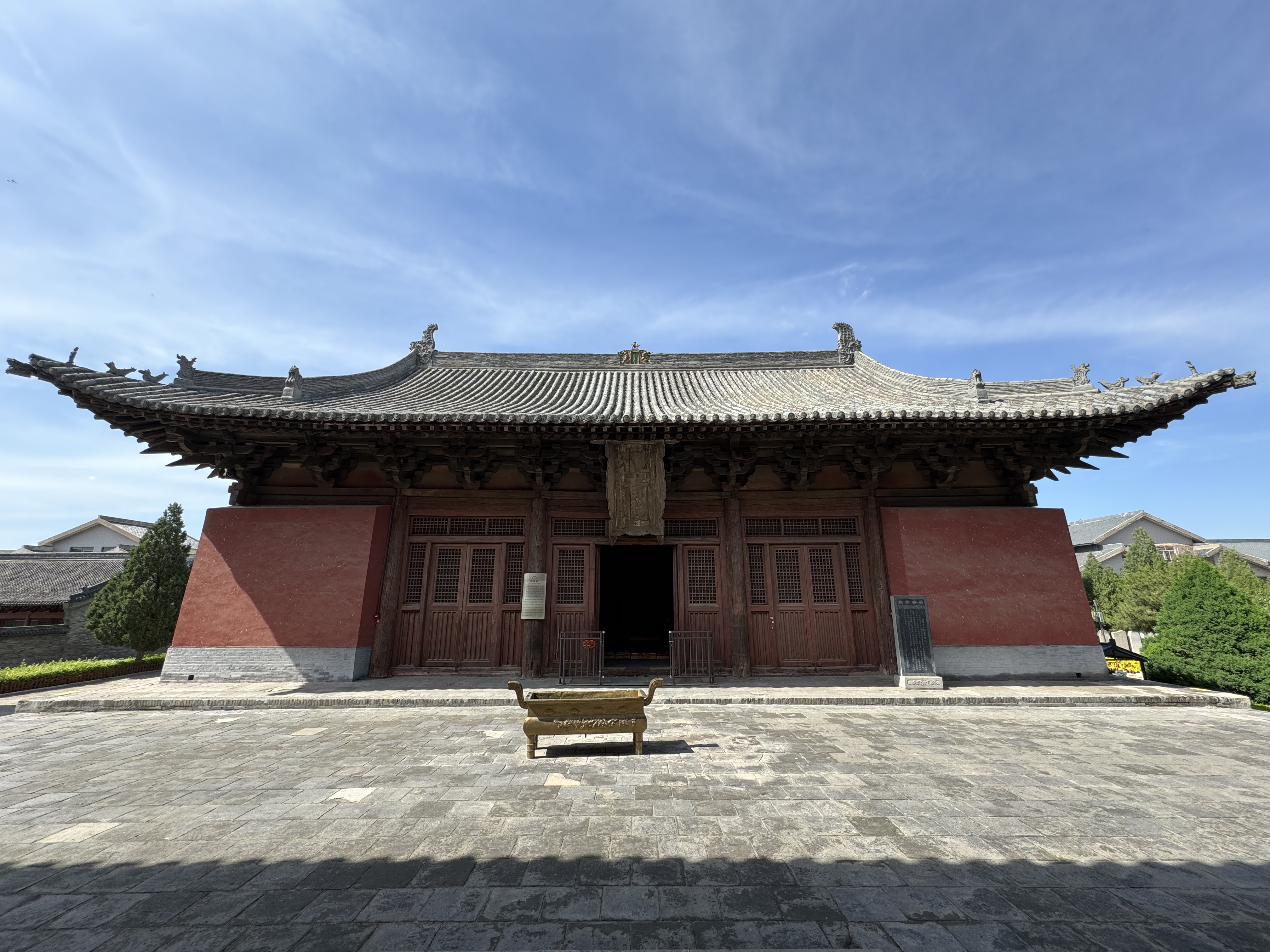
观音殿

观音殿在弥陀殿北侧（后面），为崇福寺最北的建筑（原先其后还有一座成化年间建的"毗卢殿"，殿面阔三间(三楹)，供奉毗卢遮那佛，现已不存）。殿基前面有月台，其与弥陀殿台明相连，为二者之间的甬道。甬道使得礼佛者从弥陀殿后檐明间和两稍间出便可直接继续前往观音殿礼佛，无需绕道攀登台阶。观音殿当心间悬竖匾“观音殿”，为明代景泰四年（1453年）威德将军京兆杜学文所书。殿内佛坛上塑有“三大士”，为明代或金代，背光为清代后修补。“三大士”中为观音菩萨，右为文殊菩萨，左为普贤菩萨。观音菩萨左侧有一尊胁侍菩萨，前方有一尊菩萨像，头为一残菩萨石雕头部，石雕风格古朴为宋代或更早。

观音殿为面阔五间，进深三间六椽，歇山顶。柱头和补间均为六铺作单杪双下昂，柱头耍头为下昂形。为了扩大殿内的礼佛空间，观音殿也使用了减柱造，将前槽的4根金柱减除。相对应为了减轻四椽栿的压力，四椽栿在原先金柱的位置立一根蜀柱。蜀柱两侧又斜置两椽的大叉手（拖脚），其用来支撑蜀柱顶部。四椽栿上的叉手和平梁上的叉手构成了双重人字形叉手。此类设计创新，堪称中国建筑史上减柱造的典范。可惜观音殿目前并无发现有建年题记，但从结构判断应是金代建筑，推测为金代晚期。

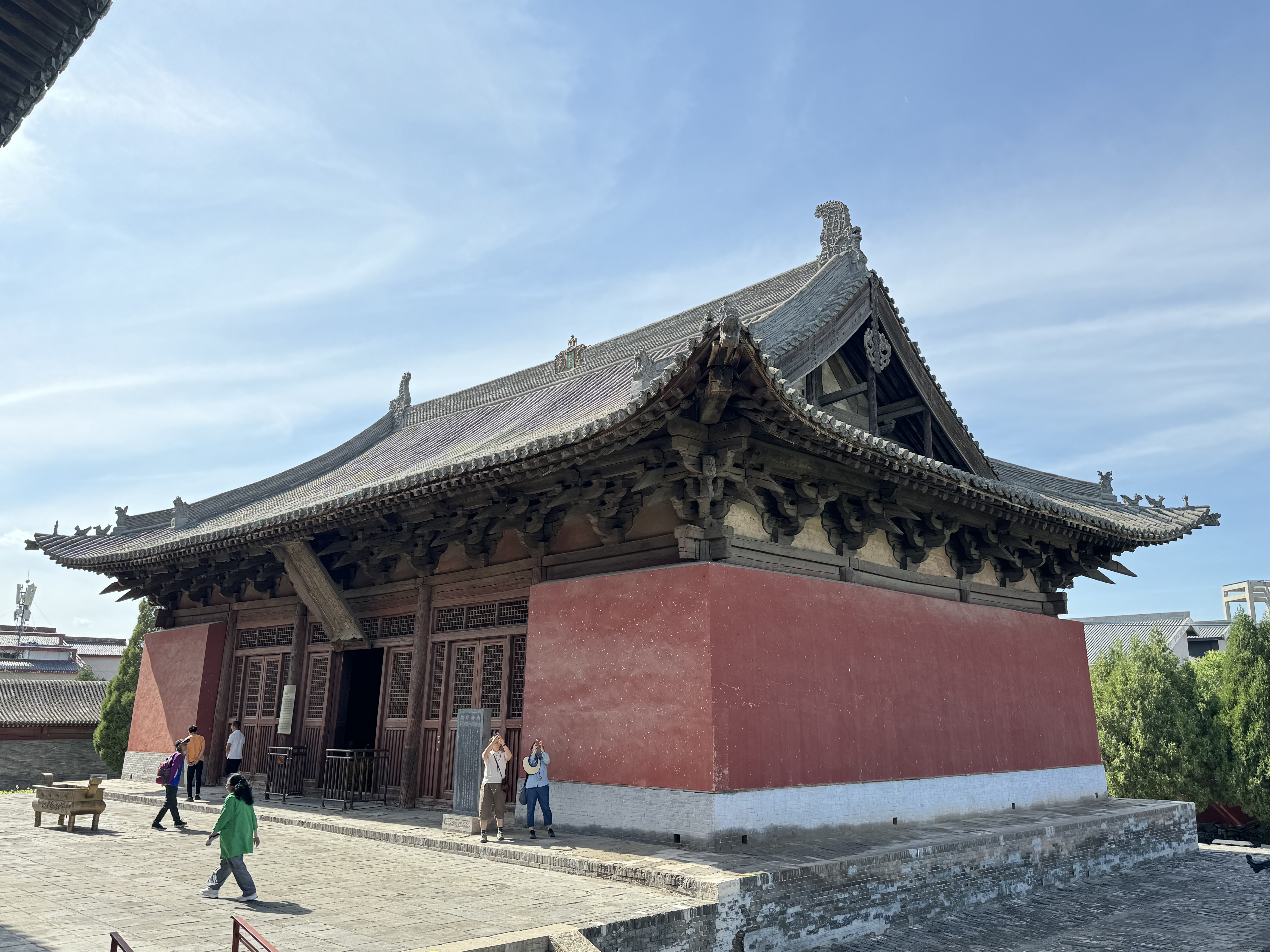
观音殿侧面
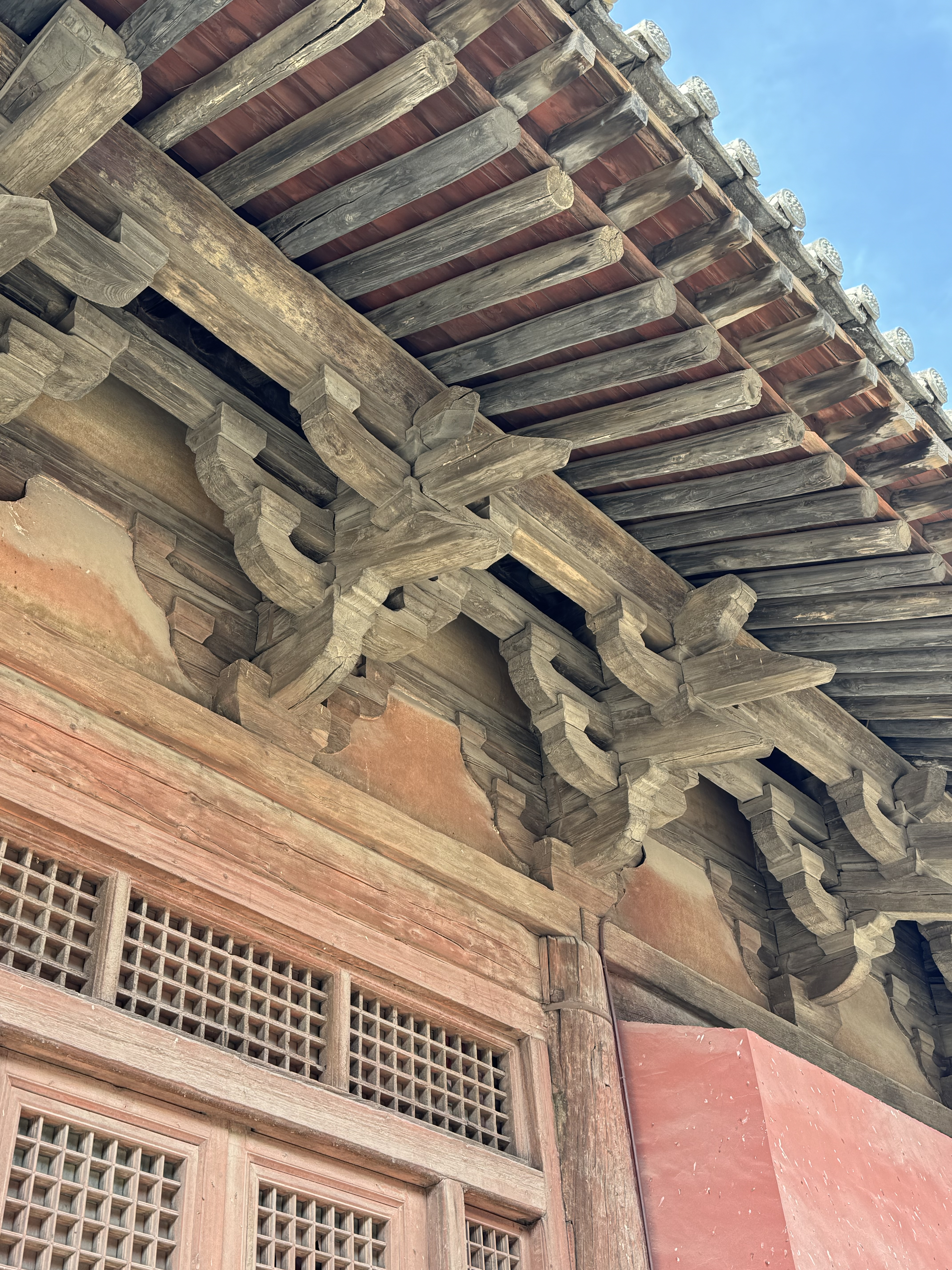
观音殿柱头和补间铺作
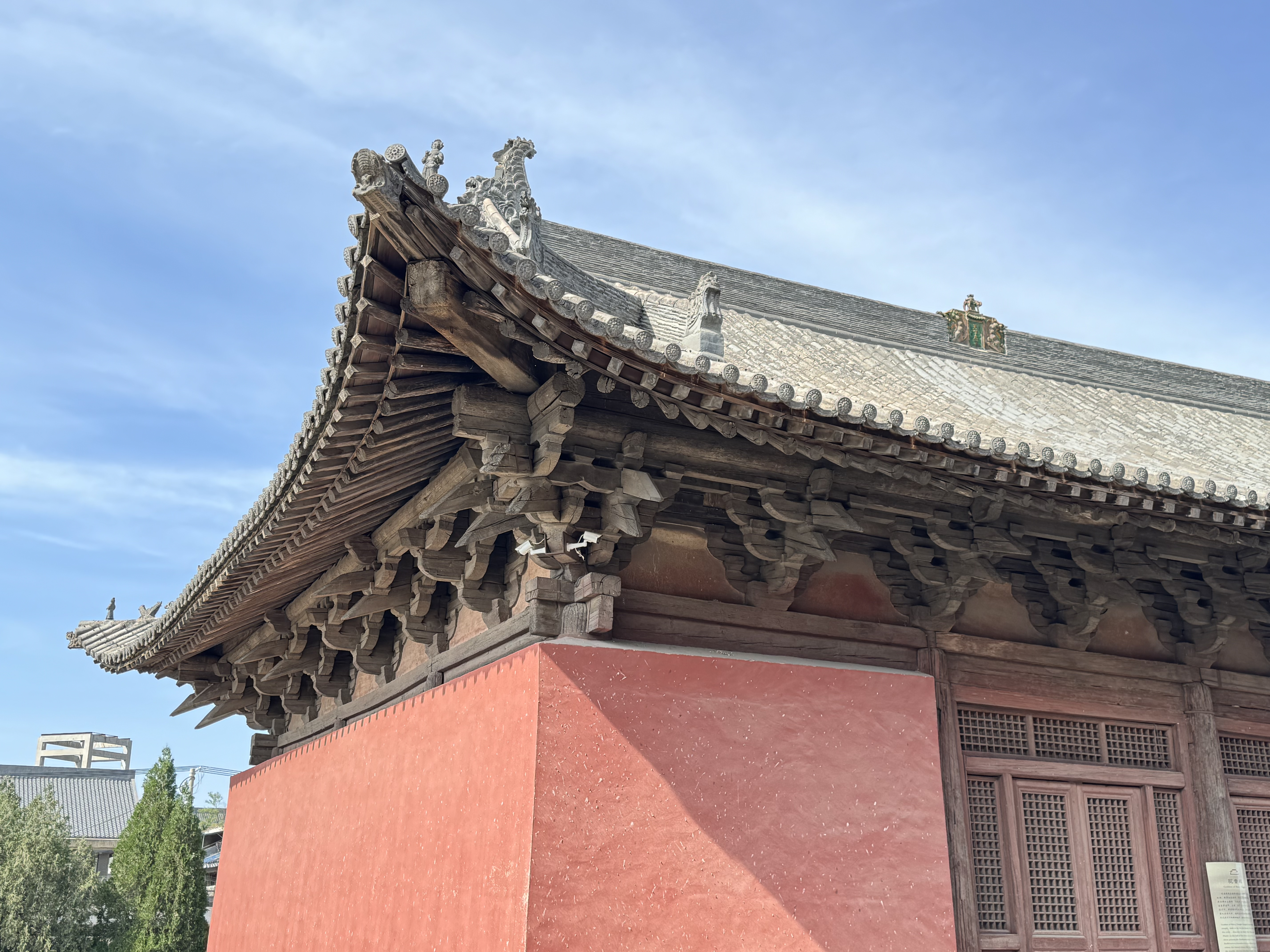
观音殿转角铺作
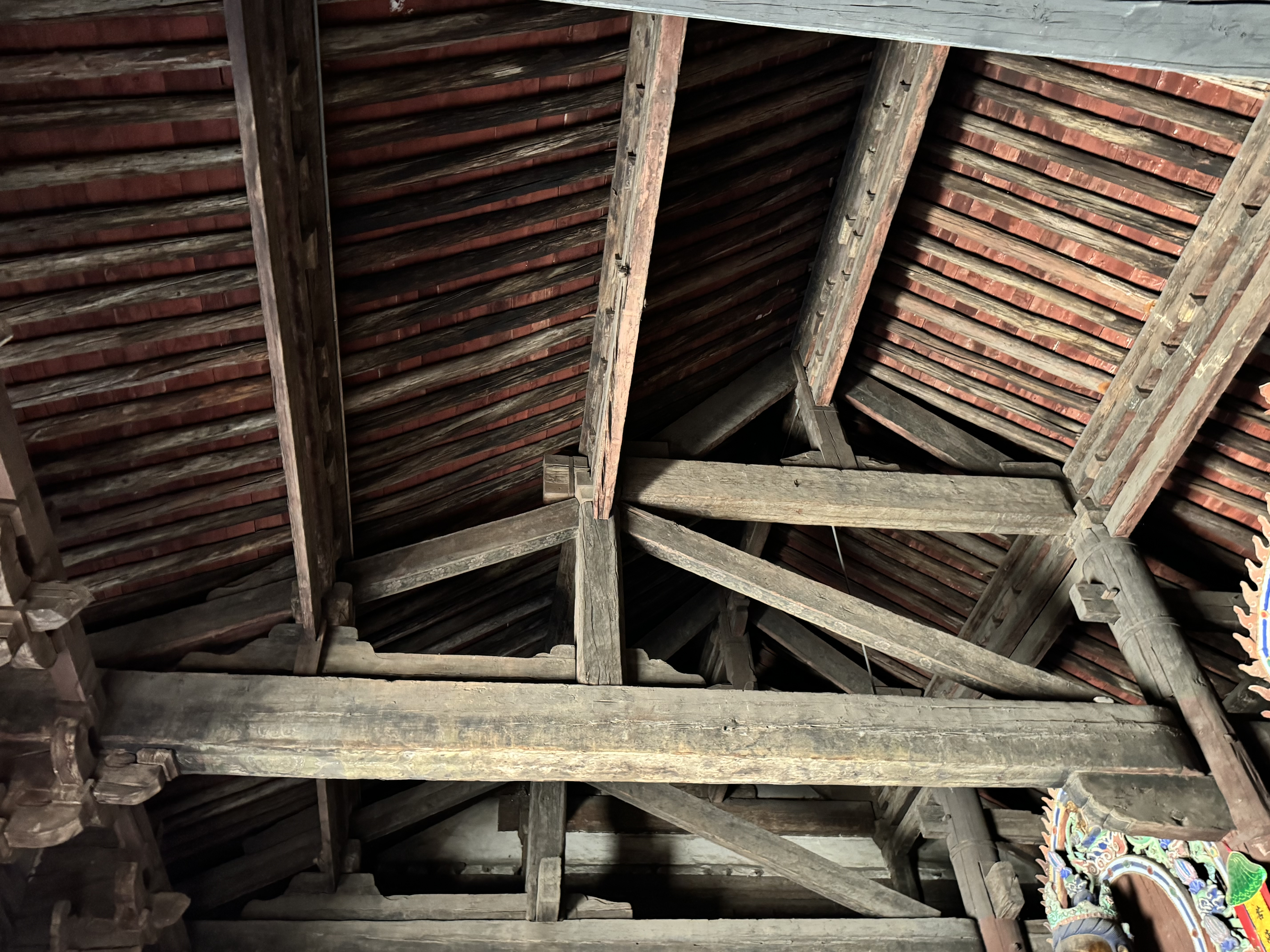
观音殿双重人字形叉手
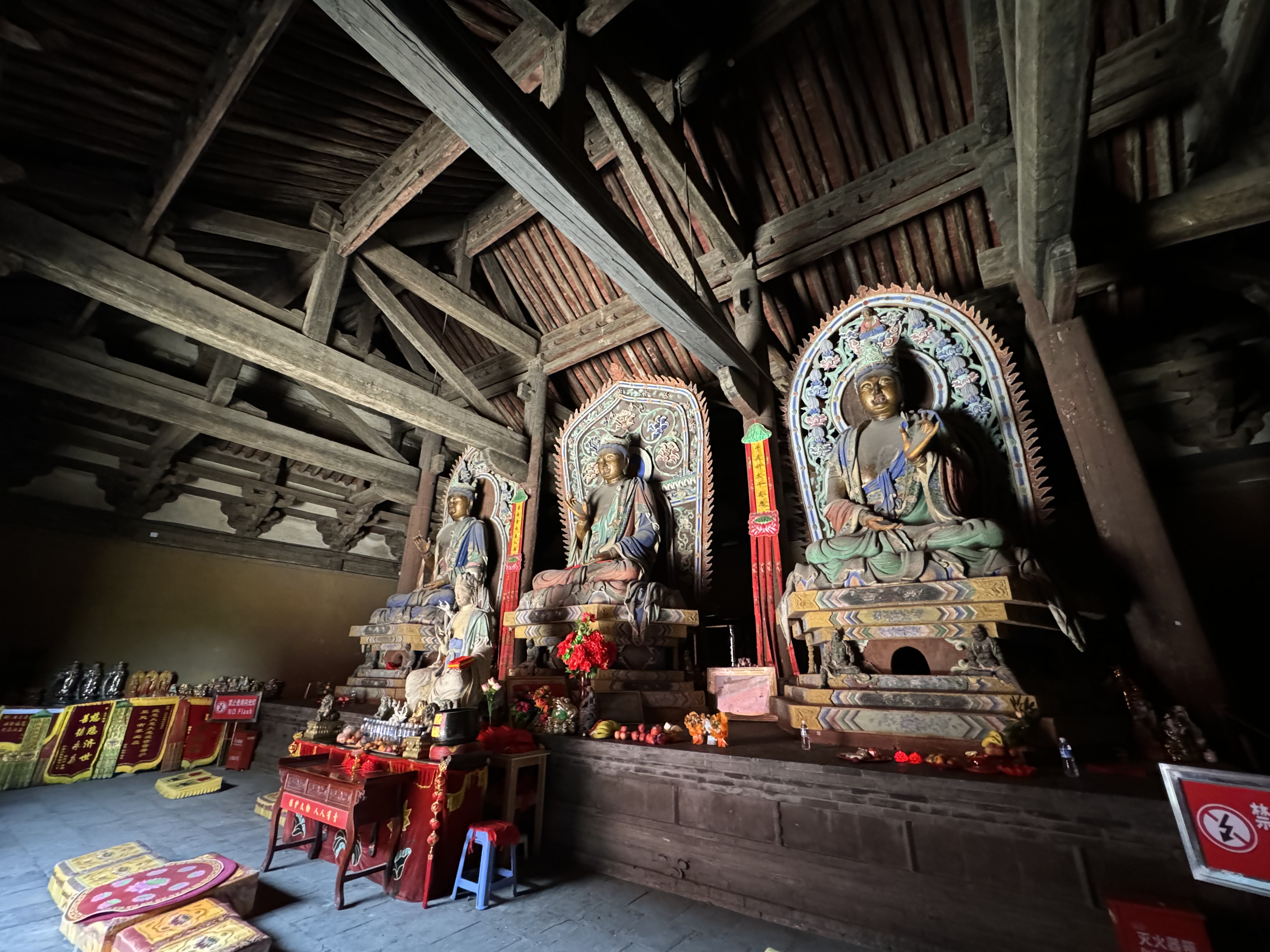
观音殿内部

## 弥陀殿塑像
弥陀殿殿内凹形佛坛宽五间，23.54米。坛上彩塑巨像三尊“西方三圣”，明间（佛坛中间）为阿弥陀佛，佛坛右侧为观世音菩萨，左侧为大势至菩萨。主像两侧有四尊胁侍菩萨，佛坛最左右两侧各塑一尊护法金刚。弥陀殿的金代塑像既是巨作，也是佳品。佛像高达8米，背光高14米，直达殿脊槫（此背光是目前以知的宋、金泥塑中最为宏大的）。背光由木架和藤条制作底架，上绘青绿和蓝，悬塑卷草，其上白色勾边。背光外沿塑红色火焰纹。当心间阿弥陀佛背光上顶端泥塑一尊小型阿弥陀佛像，下方两侧则有云托举的伎乐飞天。此类背光并不多见，因该和塑像为同一时期。胁侍菩萨、金刚高6米左右。左右两侧金刚身体向前倾，肌肉隆肿，以怒目凝视来访者，震慑任何试图作恶者。大势至菩萨和观音菩萨下方各有三尊小型泥塑坐像（一菩萨和二佛）。二菩萨为1987年修缮弥陀殿时补塑，其余四佛为明代风格。

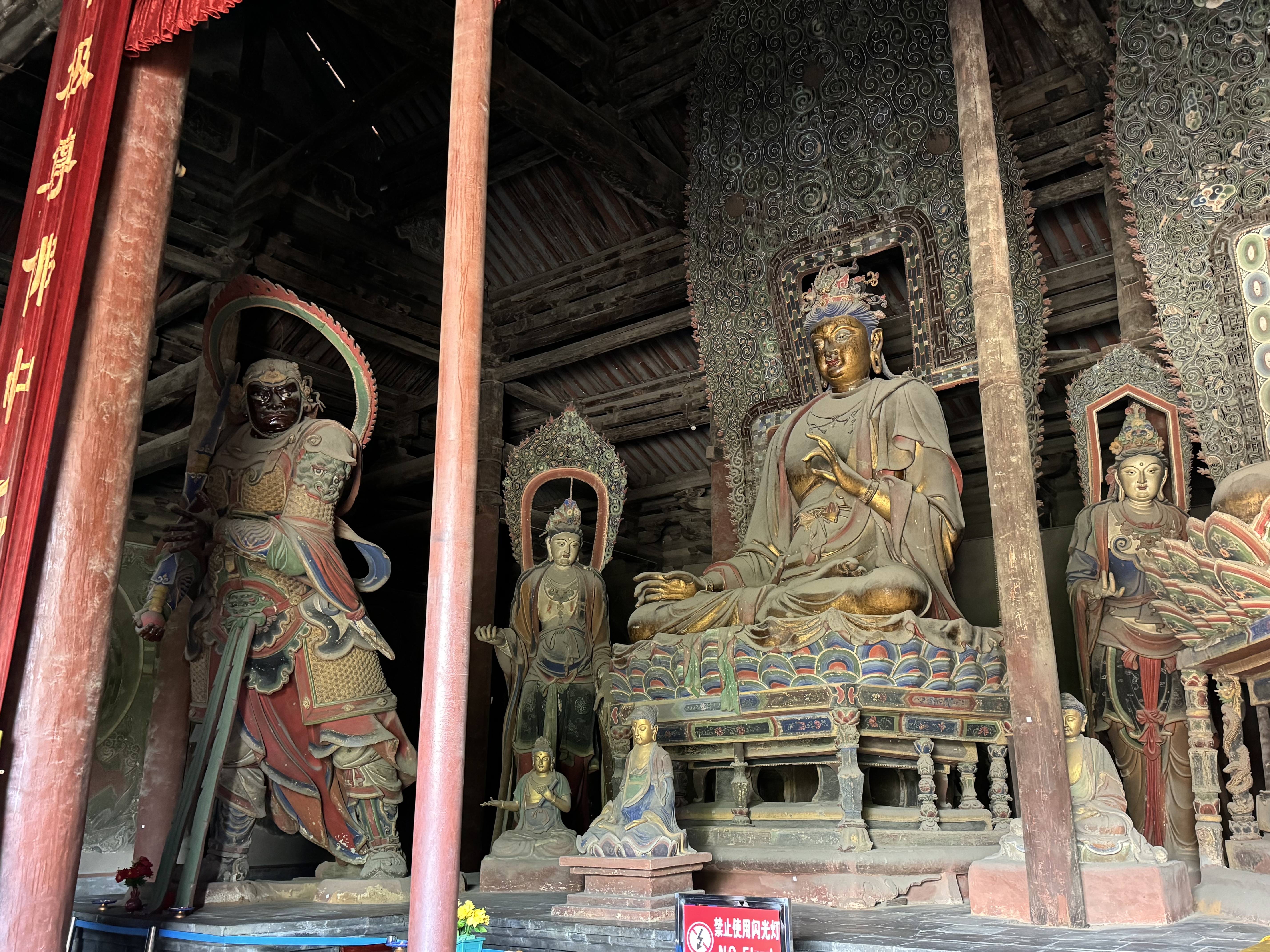
佛坛左侧
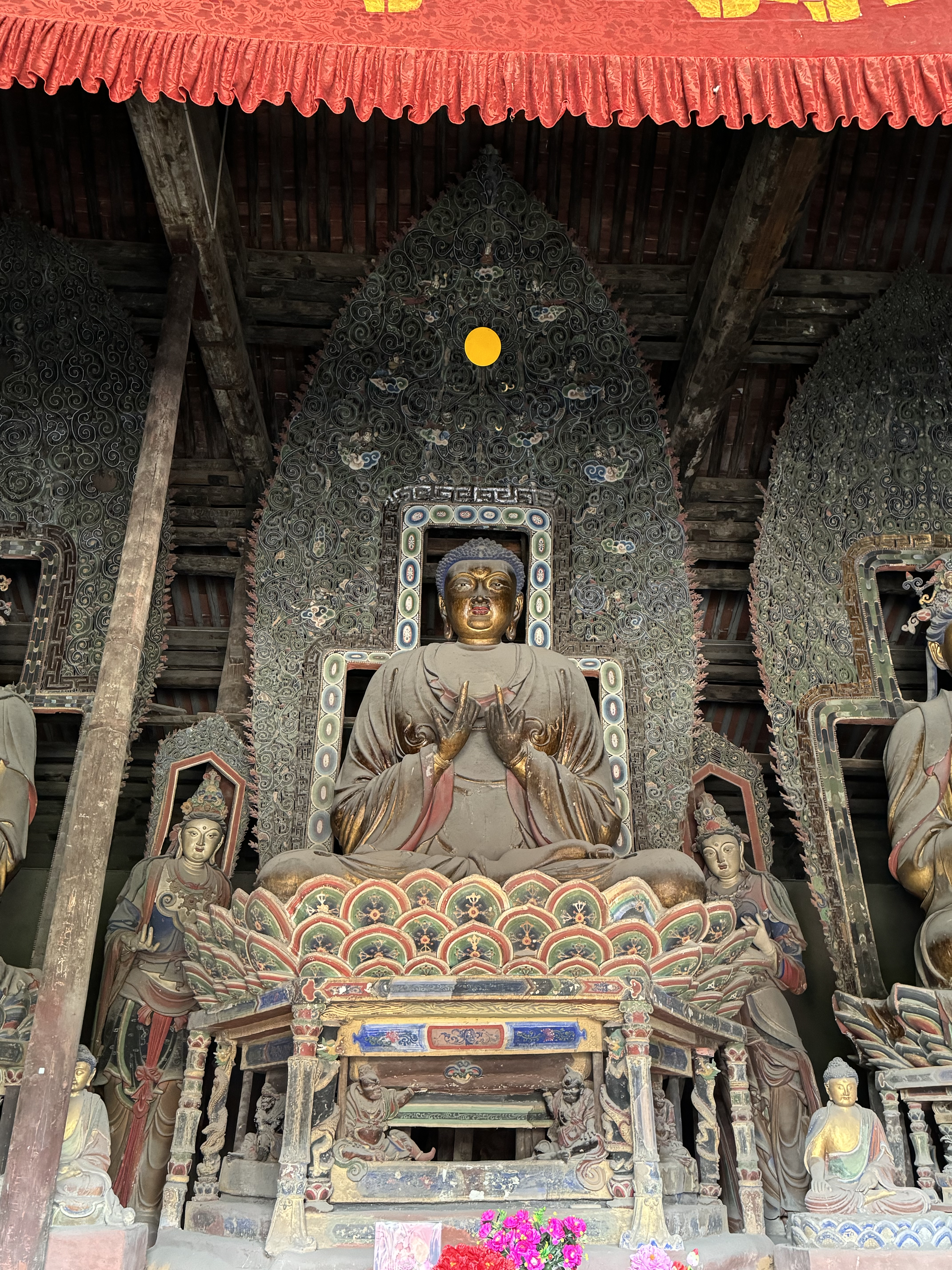
佛坛中间
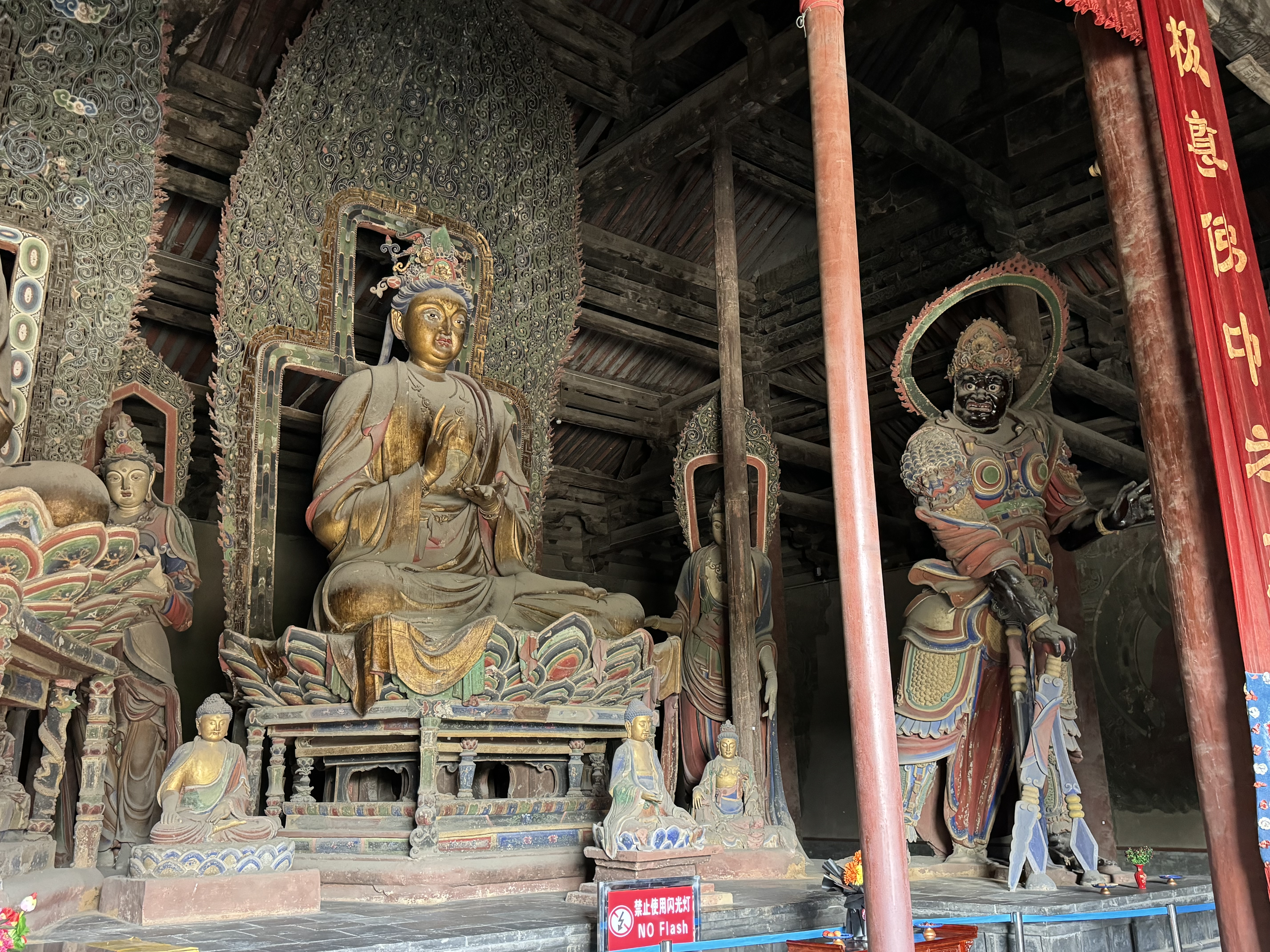
佛坛右侧
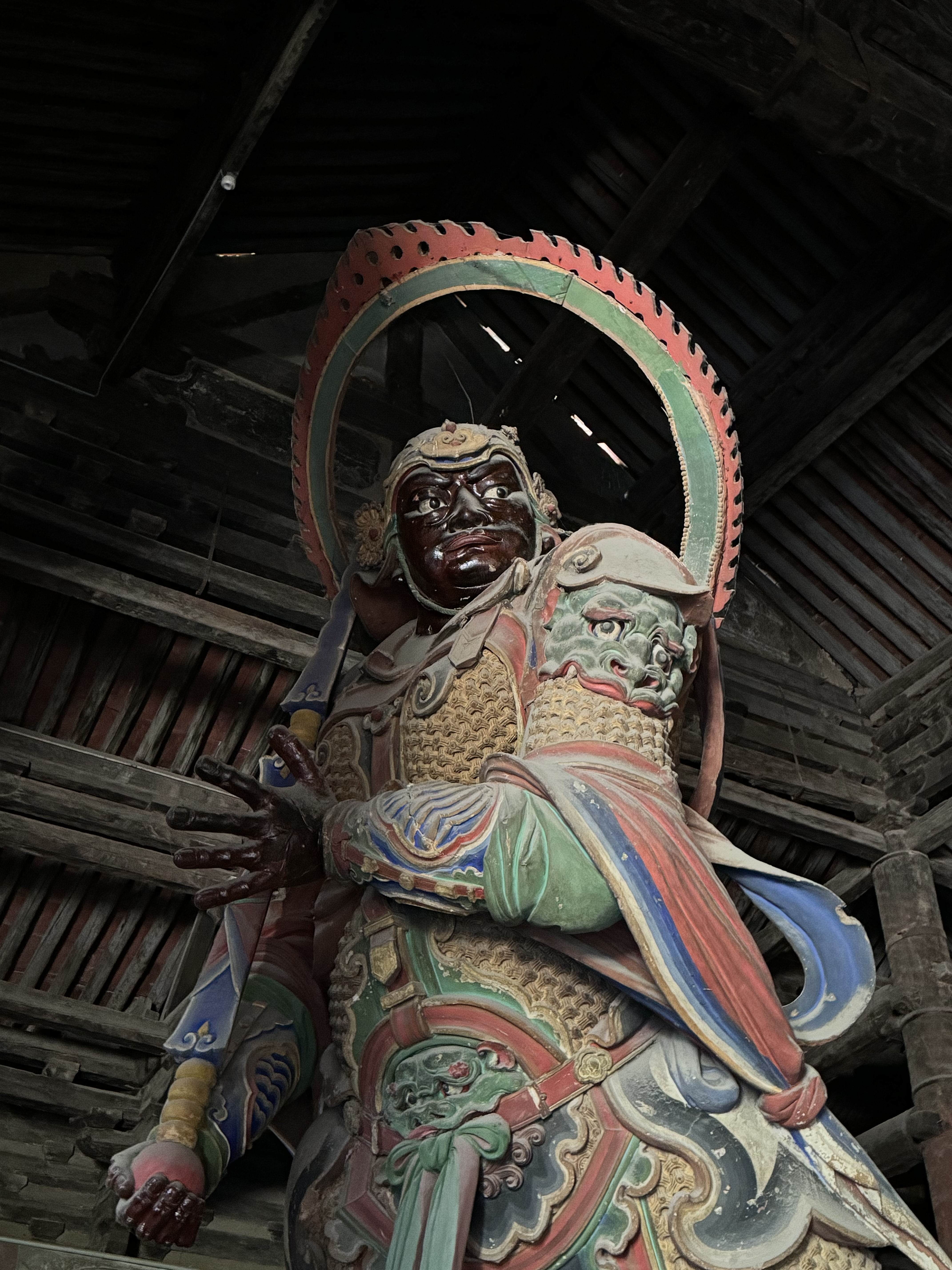
佛坛左侧金刚
大势至菩萨
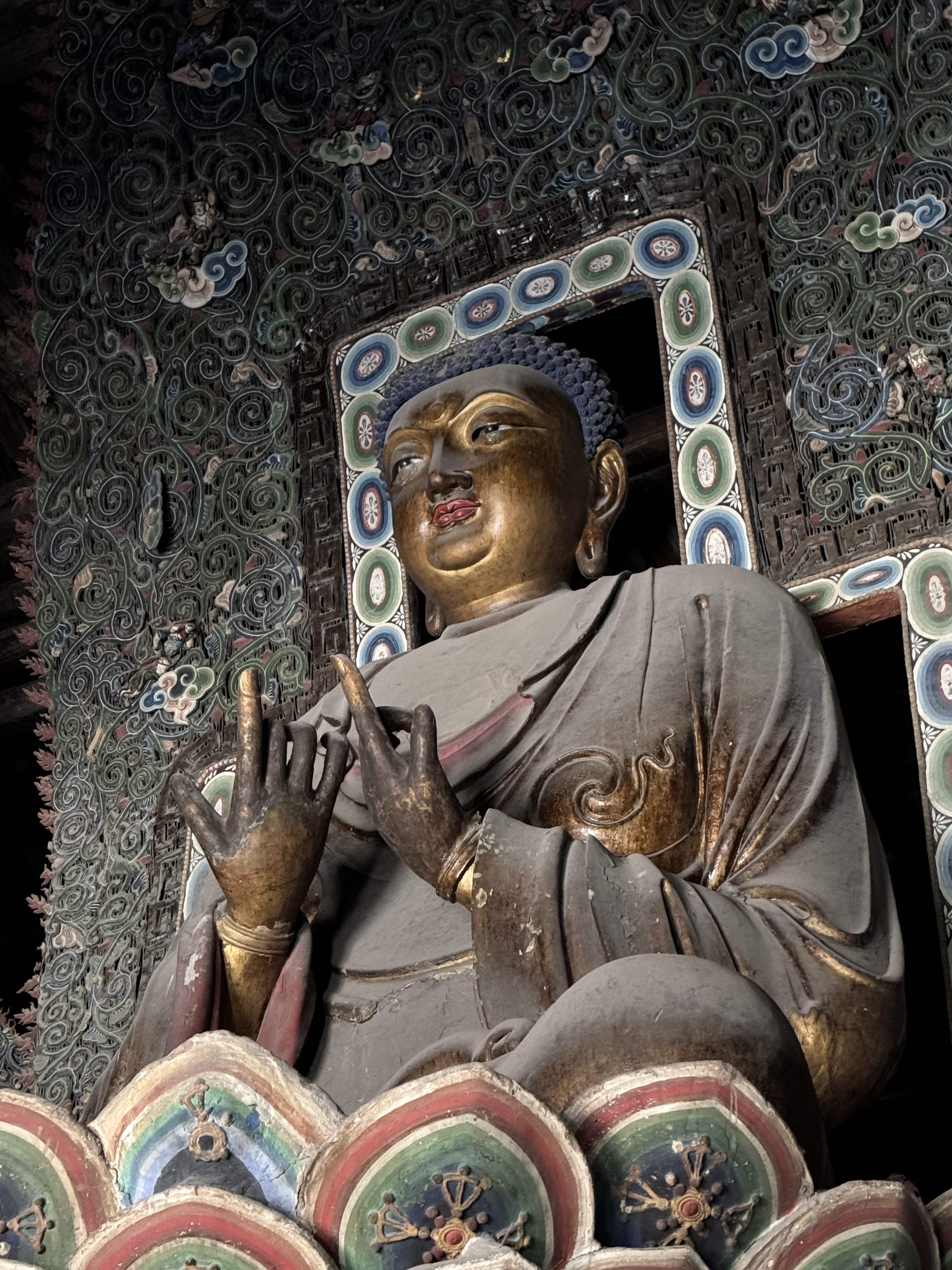
阿弥陀佛
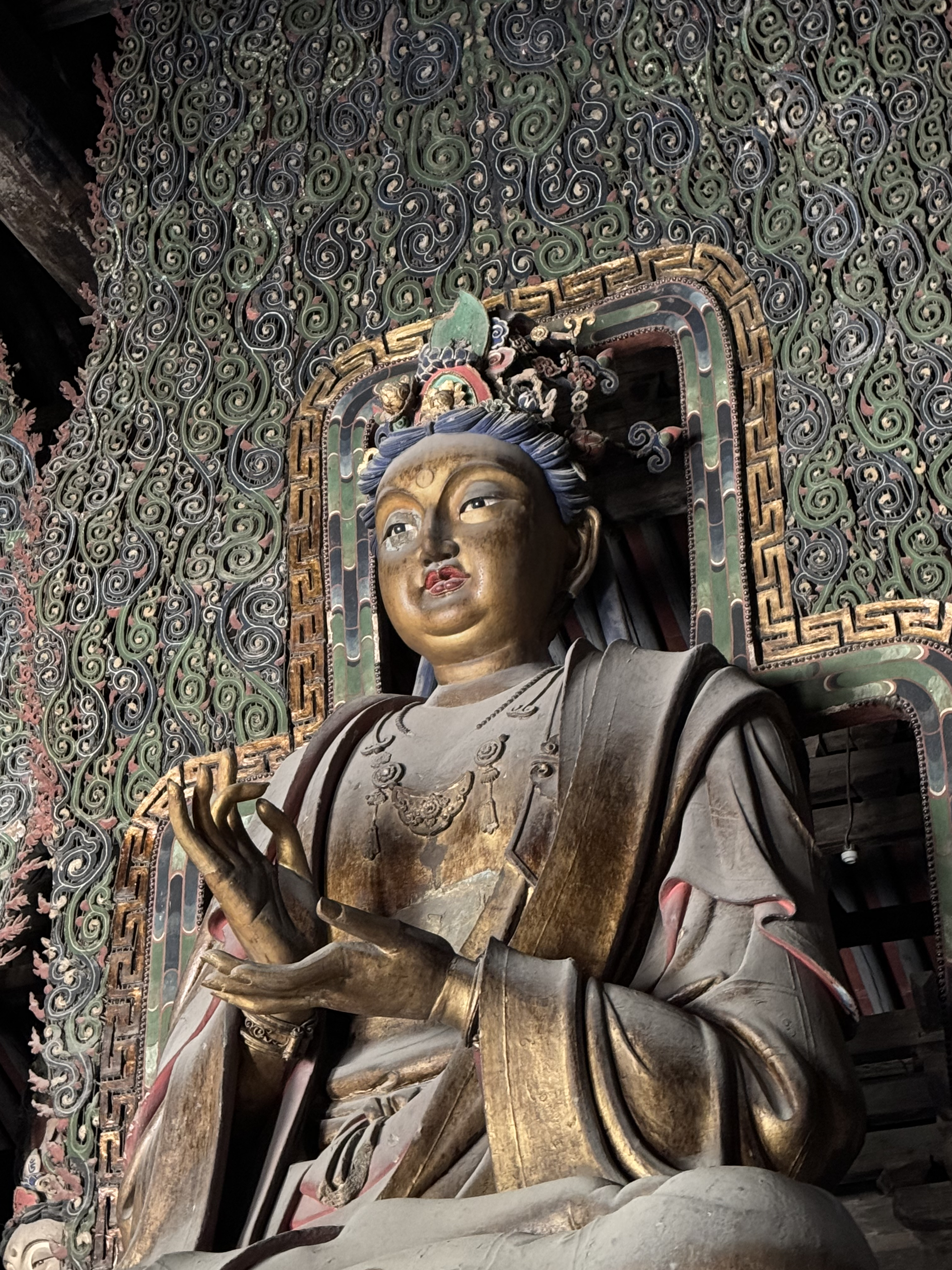
观世音菩萨
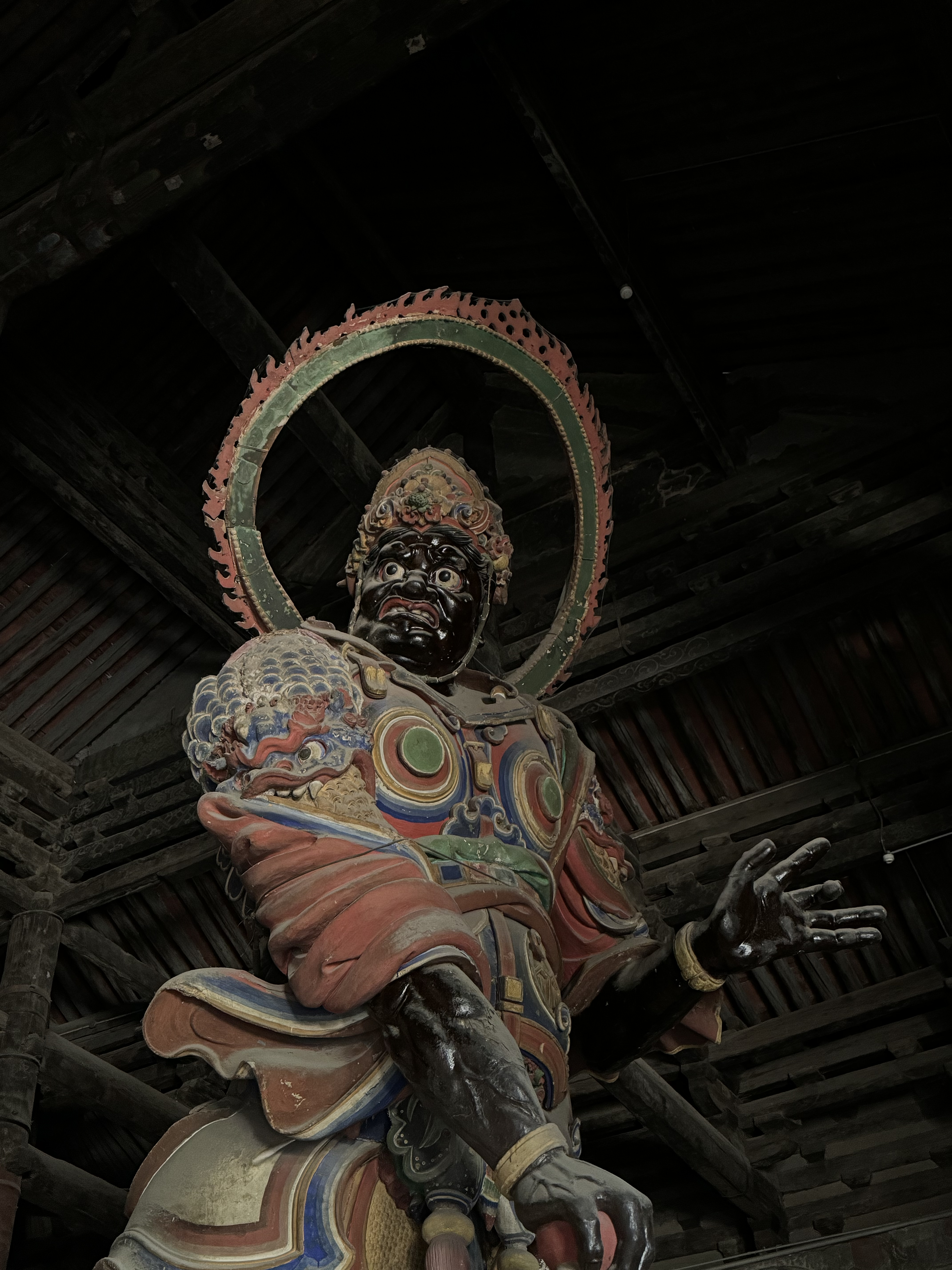
佛坛右侧金刚

## 弥陀殿壁画

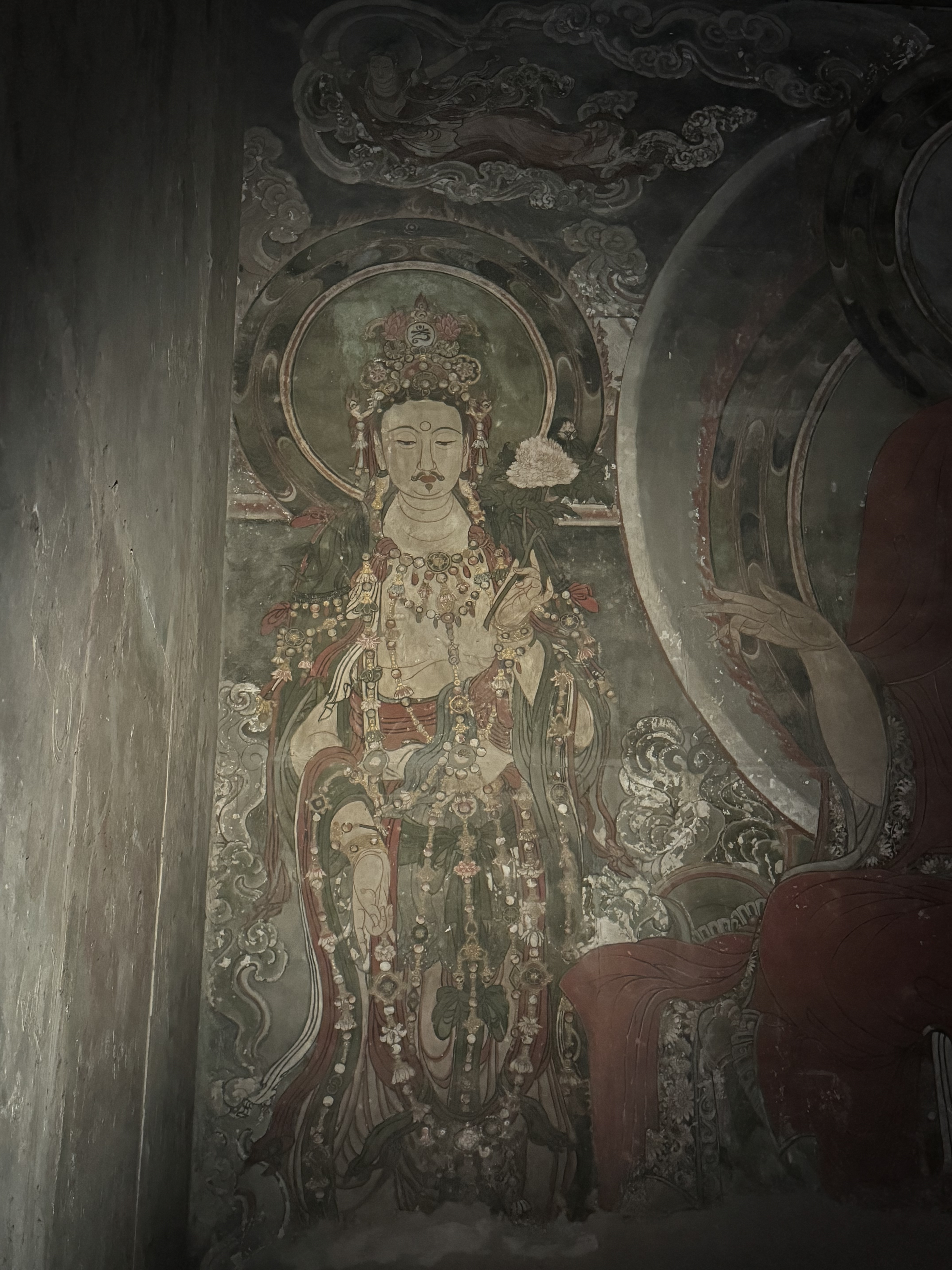
弥陀殿金代壁画中的胁侍菩萨

弥陀殿金代时期四壁均绘有壁画，至清代后墙残坏渗水导致后墙壁画（北壁）大部分不存，东壁也有损伤一部分。现存壁画总共327平方米，除去极少数后补外均为金代原作。壁画画法为重彩平涂，线条多为聚墨碾子画；设色以朱红，石绿为主，间以使用黄，白，蓝，赭（红褐色）等色。胁侍菩萨的花冠，璎珞，衣饰上沥粉贴金。弥陀殿壁画气势宏伟，画艺工整，线条有力，不仅是金代壁画的精品也是延续了唐宋华韵的一堂杰作。
东西两壁画（殿内左右两壁）- 各绘三组说法图，东壁（殿内右壁）缺损一组。每一组说法图由一佛二胁侍菩萨构成。佛身披袈裟做说法印，胁侍菩萨手捧各类器物作侍从。上部流云中绘有小佛像五尊，旁有飞天降翔。
北壁壁画（殿内后壁）- 北壁两尽间绘说法图，西尽间（殿内左侧后壁）主佛已经被清代补绘，两侧胁侍菩萨仍为金代原作。东尽间（殿内右侧后壁）仅存一胁侍菩萨，为金代原作。
南壁东尽间壁画（殿内右面南壁）- 壁画分为上下两列，每列各三身。上列绘三尊佛，已造明清后补绘。下列为妙吉祥，除盖障，地藏王三菩萨。三菩萨保持了金代分风格。这三菩萨构图并未见于其他金代壁画。
南壁西尽间壁画（殿内左面南壁）- 壁画题材为千手千眼十八面观音，其高达4.68米，几乎布满整壁（为中国现存最高大的千手观音壁画）。千手观音手持136物，左右各68物。观音下方两侧有吉祥天和婆薮天。此壁画为殿内壁画中最精美的一铺，其延续了唐代绘画遗风（千手观音流行于密宗信仰，而殿内“西方三圣”塑像流行于净土宗信仰，二者存在在同一殿内颇为特别）。

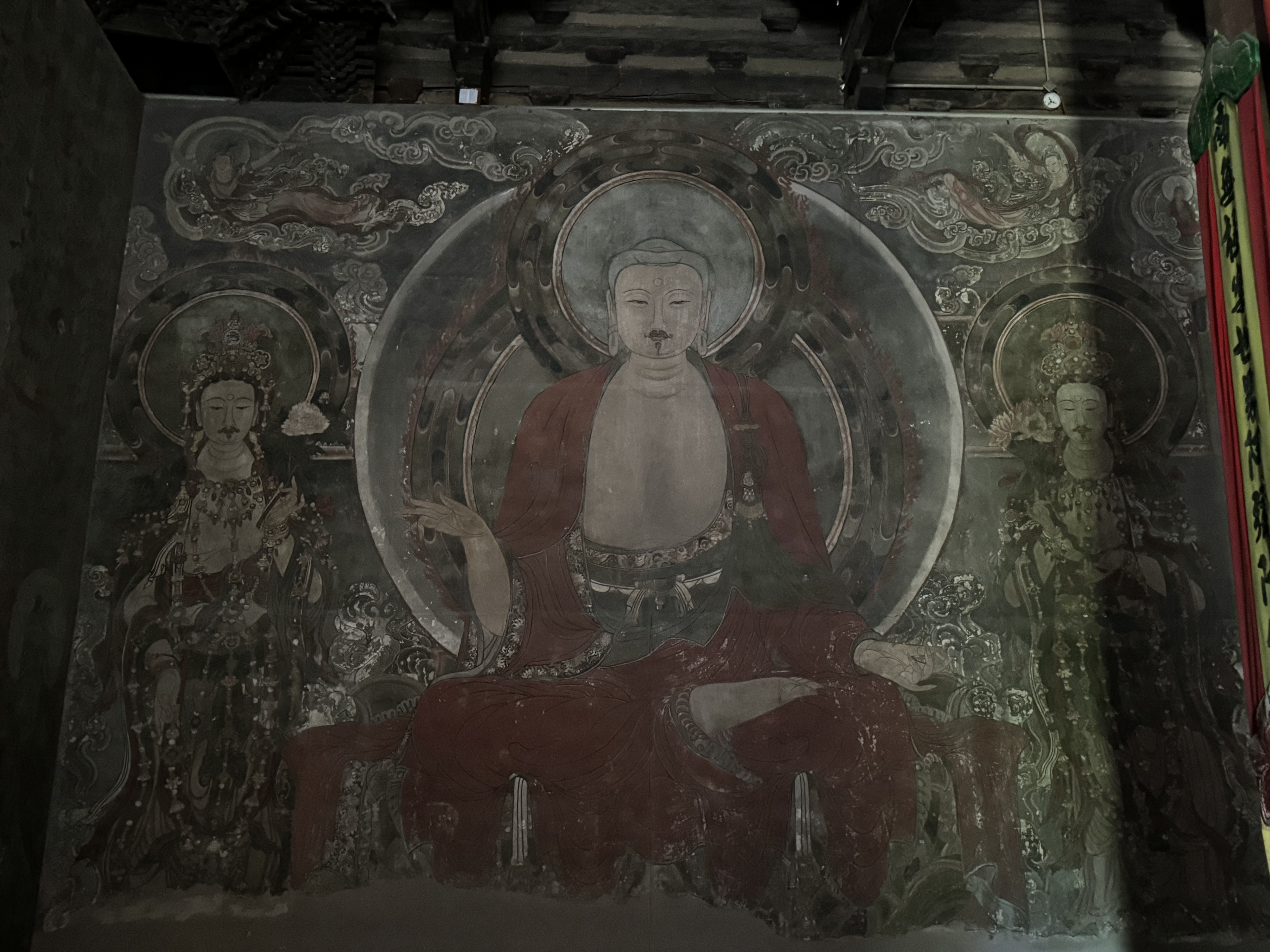
弥陀殿左壁说法图
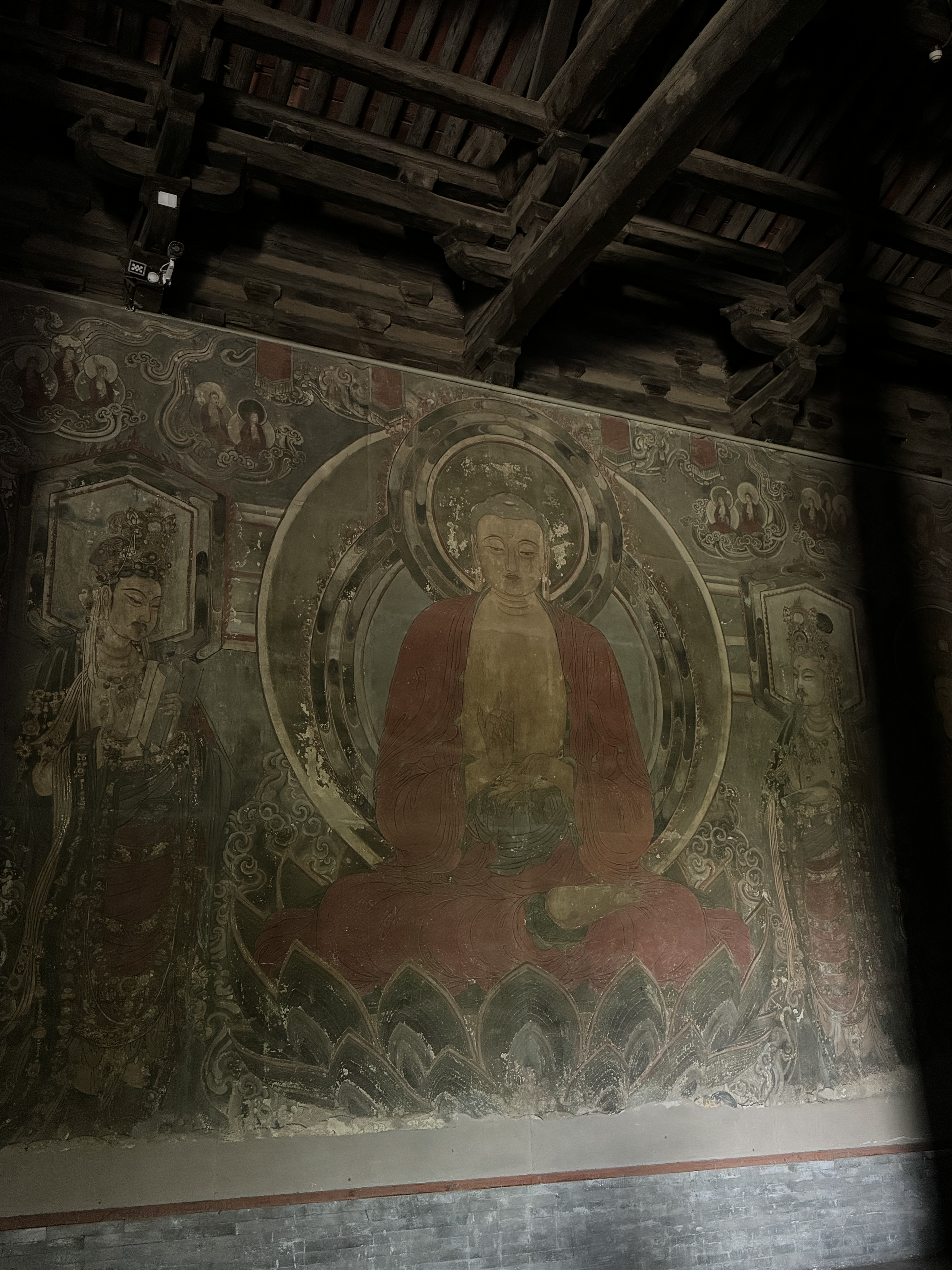
弥陀殿左壁说法图二
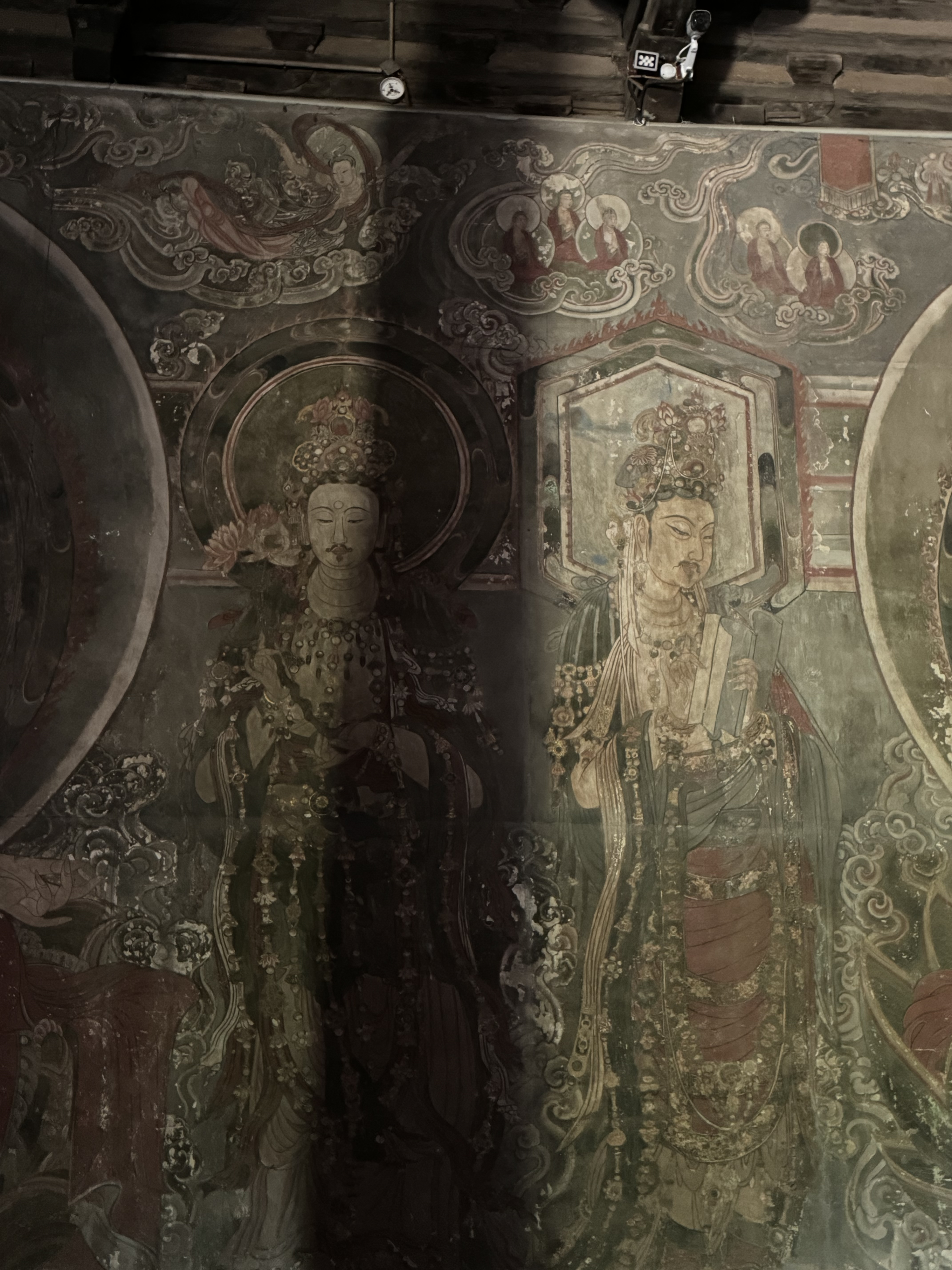
弥陀殿左壁说法图-胁侍菩萨
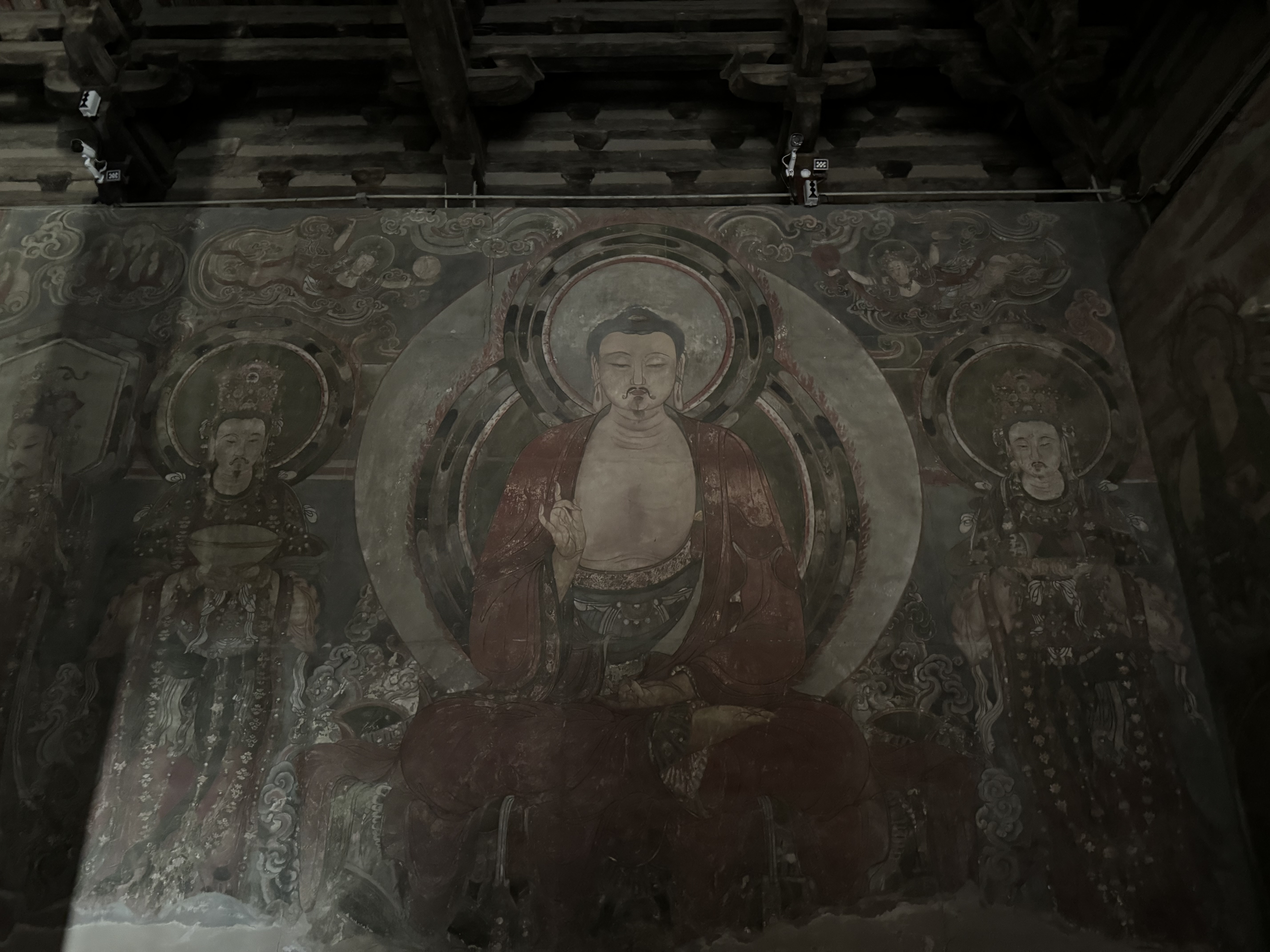
弥陀殿右壁说法图

## 弥陀殿琉璃和扇窗
弥陀殿屋顶保留了珍贵的金代琉璃。弥陀殿屋顶飞椽之上铺有一层栈砖，不施望板。栈砖长44-54厘米，宽31厘米，厚5.5厘米。栈砖依然是金代原物，这在全国现存辽金建筑中为孤例。屋顶筒坂布瓦覆盖，黄绿色琉璃减边，前坡饰以琉璃方心，瓦条垒脊，黄绿色琉璃镶边盖顶，古制依然，这是唐宋建筑上的固有做法。正脊两端有两支高大的盘龙鸱吻，鸱吻高3.2米，宽2.95米。其背面有背兽张口欲吞，其为同时期古建中的孤例。弥陀殿垂兽，戗兽和背兽非龙非虎，仅有一巨型兽头，为唐代兽面发展而成。脊刹内壁有工匠留题“代州崞县琉璃术首武春男解府进士武[]思....时皇统（1146年）七月卅日”，其为今原平县工匠烧造。1987年大修时对残损琉璃部分进行了修补，使得游客依然能看到八百年不减光泽的金代琉璃佳作。

弥陀殿前檐五间装隔扇（格扇），后明间和两稍间各安板门一道，板门高3.68米，形制古朴（大部分为金代原物，清康熙年间对局部进行过补修和重制）。殿前檐隔扇。每间两页，三抹，腰抹一当，无腰花板之设。隔扇上棂花甚高，和裙板高度比约为二与一之比。檐格栅和横批窗的棂花多达十五种，为现存宋金建筑之魁首。有圆形、棱形、四瓣、六瓣、三交六斜、四交八斜、十二瓣、轱辘钱、宝相花等等。

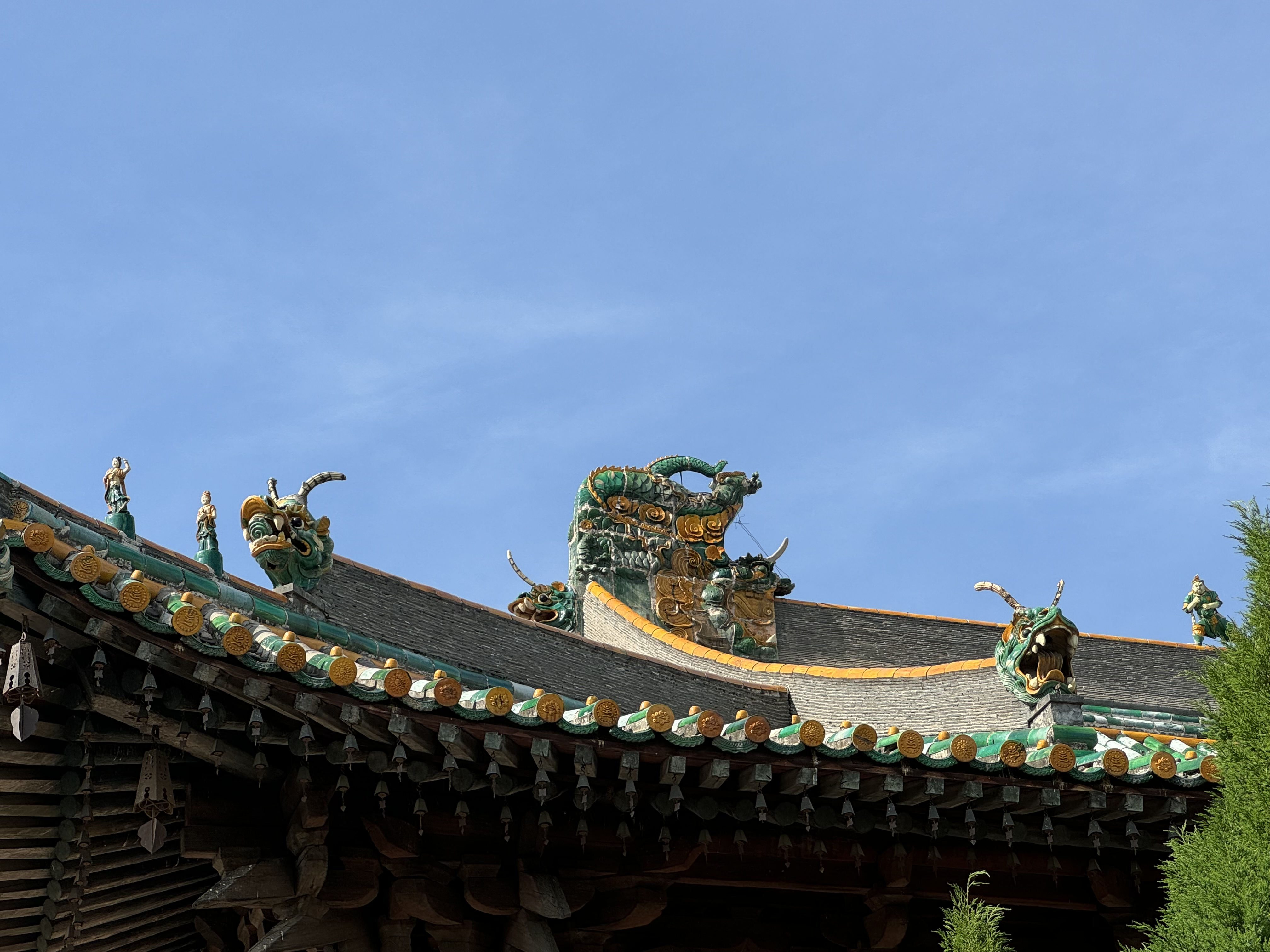
弥陀殿鸱吻、背兽、戗兽、垂兽
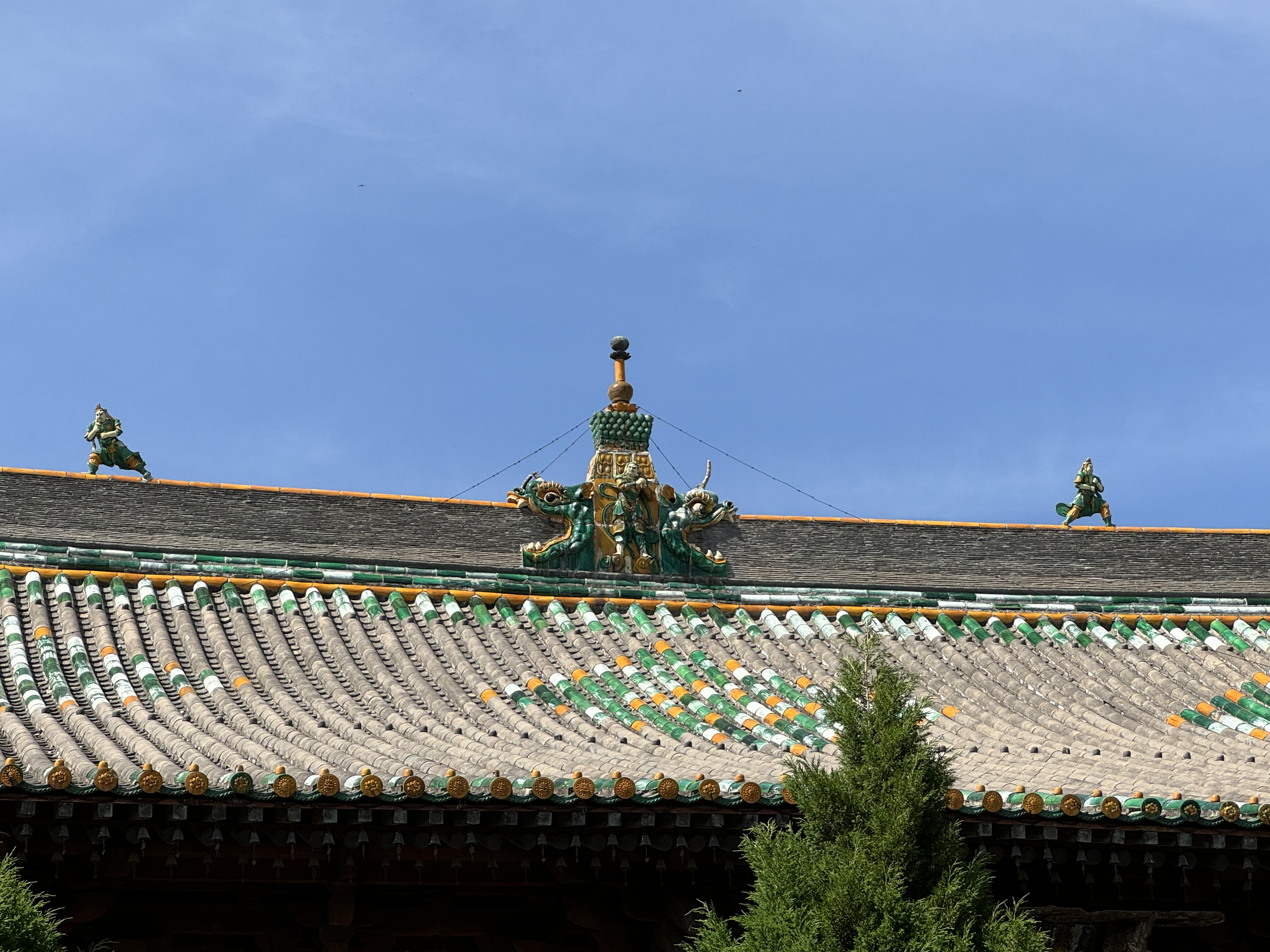
弥陀殿正脊琉璃脊刹和力士
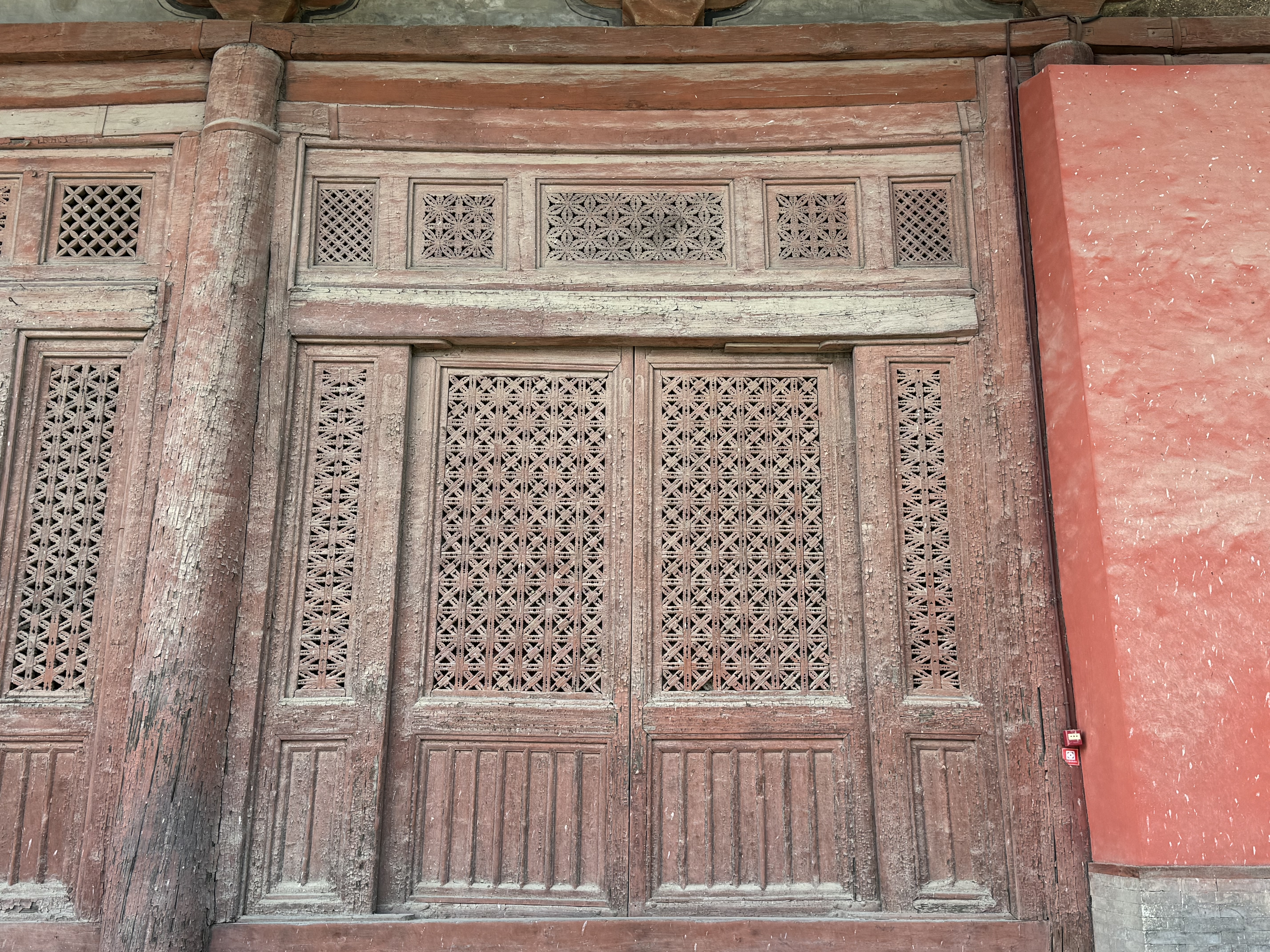
东稍间边扇、隔扇和横拨
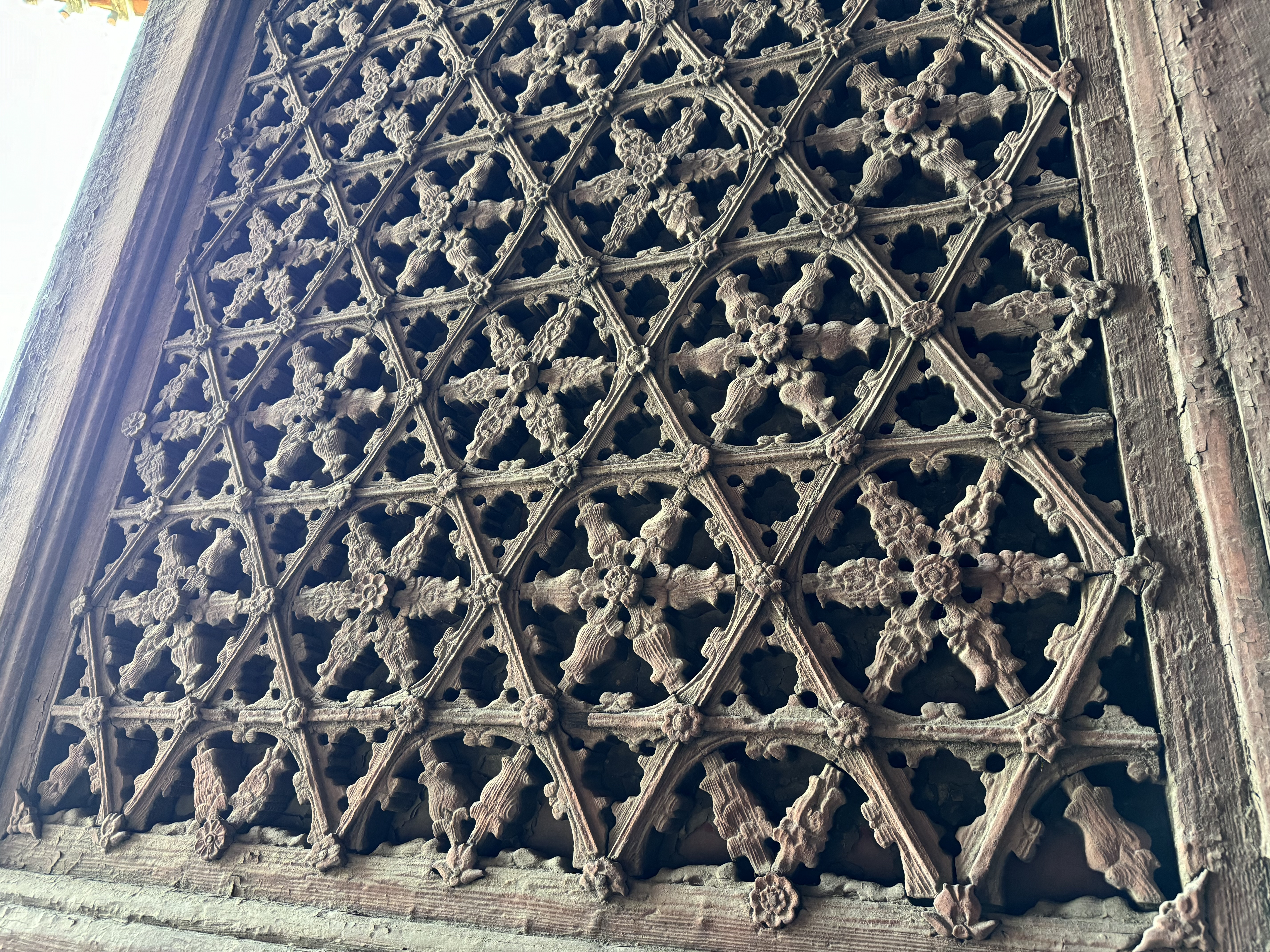
明间隔扇

## 保护
1952年，成立崇福寺文物保管所管理和修缮崇福寺
1953-54年，古建筑学家罗哲文和祁英涛领导的团队对观音殿进行了修缮
1965年，崇福寺被列为第一批山西重点文物保护单位
1987年-1991年，弥陀殿进行了落架大修，修复了殿内残缺的壁画和塑像
1988年，崇福寺被列为第三批全国重点文物保护单位。